# Der Bachelor
Der Bachelor (englisch für „Junggeselle“) ist eine Datingshow, die bei RTL ausgestrahlt wird. In ihr soll ein attraktiver Junggeselle eine Lebenspartnerin finden. Der Bachelor lehnt sich an das amerikanische Format The Bachelor bei ABC an, das 2002 erstmals produziert wurde. 2024 startete in den USA die 28., in Deutschland die 14. Staffel.
Die Variation Die Bachelors der 14. Staffel hatte kein amerikanisches Pendant, jedoch die Ü60-Ausgabe Golden Bachelor, für die RTL ab März 2024 Kandidaten suchte, in The Golden Bachelor (US-Start 2023).
Seit 18. Juni 2025 erfolgt die Ausstrahlung der zweiten Staffel von Die Bachelors mit den Junggesellen und Vätern Felix Stein und Martin Braun.

## Ablauf
In Gruppen- und Einzeldates lernen sich der Junggeselle und die Kandidatinnen in gehobener Umgebung kennen. Bis die Gewinnerin feststeht, finden Eliminationsrunden statt. Dazu überreicht der Junggeselle vorwiegend zum Schluss einer Folge Rosen an seine Favoritinnen („Nacht der Rosen“), verbunden mit der Frage: „Nimmst du diese Rose an?“ Da weniger Rosen zur Verfügung stehen, als sich noch Kandidatinnen im Rennen befinden, scheiden die Bewerberinnen, die keine Rose angeboten bekommen, zum Ende der jeweiligen Folge aus. Durch Ablehnen der Rose kann eine Teilnehmerin ihr Ausscheiden selbst herbeiführen.

## Mitwirkende
| Staffel   | Moderation / Off-Sprecher       | Moderation / Off-Sprecher | Moderation / Off-Sprecher | Moderation / Off-Sprecher | Moderation / Off-Sprecher |
| Staffel   | Folgen                          | Nach der letzten Rose     | Der Podcast               | Der Podcast               | Jetzt reden die Frauen    |
| --------- | ------------------------------- | ------------------------- | ------------------------- | ------------------------- | ------------------------- |
| 01 (2003) | Arne Jessen                     | Arne Jessen               |                           |                           |                           |
| 02 (2012) | Patrick Linke (Off-Sprecher)    |                           |                           |                           |                           |
| 03 (2013) | Robert Steudtner (Off-Sprecher) | Frauke Ludowig            |                           |                           |                           |
| 04 (2014) | Robert Steudtner (Off-Sprecher) | Frauke Ludowig            |                           |                           |                           |
| 05 (2015) | Robert Steudtner (Off-Sprecher) | Frauke Ludowig            |                           |                           |                           |
| 06 (2016) | Robert Steudtner (Off-Sprecher) | Frauke Ludowig            |                           |                           |                           |
| 07 (2017) | Robert Steudtner (Off-Sprecher) | Frauke Ludowig            |                           |                           |                           |
| 08 (2018) | Robert Steudtner (Off-Sprecher) | Frauke Ludowig            |                           |                           |                           |
| 09 (2019) | Robert Steudtner (Off-Sprecher) | Frauke Ludowig            | Frauke Ludowig            |                           |                           |
| 10 (2020) | Robert Steudtner (Off-Sprecher) | Frauke Ludowig            | Steffi Brungs             | Inken Wriedt              |                           |
| 11 (2021) | Robert Steudtner (Off-Sprecher) | Frauke Ludowig            | Steffi Brungs             | Inken Wriedt              |                           |
| 12 (2022) | Robert Steudtner (Off-Sprecher) | Frauke Ludowig            | Steffi Brungs             | Inken Wriedt              |                           |
| 13 (2023) |                                 | Frauke Ludowig            | Steffi Brungs             | Inken Wriedt              |                           |
| 14 (2024) |                                 | Frauke Ludowig            |                           |                           |                           |
| 15 (2025) |                                 | Frauke Ludowig            |                           |                           |                           |

In Staffel 1 wurde nach dem Finale die Aftershow Der Bachelor – Nach der letzten Rose ausgestrahlt, wie die gesamte Staffel von Arne Jessen moderiert. Seit Staffel 3 wird sie unter der Moderation von Frauke Ludowig erneut ausgestrahlt, entweder in die letzte Folge integriert – nach entsprechend kürzerem Finale – oder als eigenständige Folge.
Während Staffel 9 gab es bei RTL+ die wöchentliche Web-Aftershow Der Bachelor – Jetzt reden die Frauen zu sehen, in der Moderatorin Frauke Ludowig mit den jeweils ausgeschiedenen Kandidatinnen und weiteren Gästen die Geschehnisse der aktuellen Folge besprach und analysierte.
Sendungsbegleitend wurde während der Staffeln 10–13 auf RTL+ Der Bachelor – Der Podcast veröffentlicht, in dem sich die Moderatorinnen Steffi Brungs und Inken Wriedt mit Gästen über die zuvor ausgestrahlte Folge austauschten.
Seit Staffel 13 wird die Sendung ohne Off-Sprecher begleitet.

## Staffeln

### Übersicht
| Staffel | Ausstrahlung Beginn \| Ende \| Jahr | Ausstrahlung Beginn \| Ende \| Jahr | Ausstrahlung Beginn \| Ende \| Jahr | Folgen inkl. Aftershow | Bachelor Name \| Alter       | Bachelor Name \| Alter | Gewinnerin Name \| Alter                        | Gewinnerin Name \| Alter   | Monate Beziehung*          |
| ------- | ----------------------------------- | ----------------------------------- | ----------------------------------- | ---------------------- | ---------------------------- | ---------------------- | ----------------------------------------------- | -------------------------- | -------------------------- |
| 1       | 19. Nov                             | 07. Jan                             | 2003/4                              | 08                     | Marcel Maderitsch            | 29                     | Juliane Ziegler                                 | 22                         | 0                          |
| 2       | 04. Jan                             | 22. Feb                             | 2012                                | 08                     | Paul Janke                   | 30                     | Anja Polzer                                     | 27                         | 0                          |
| 3       | 02. Jan                             | 23. Feb                             | 2013                                | 09                     | Jan Kralitschka              | 36                     | Alissa Harouat                                  | 25                         | 0                          |
| 4       | 22. Jan                             | 19. Mär                             | 2014                                | 09                     | Christian Tews               | 34                     | Katja Kühne                                     | 28                         | 01                         |
| 5       | 14. Jan                             | 11. Mär                             | 2015                                | 09                     | Oliver Sanne                 | 28                     | Liz Kaeber                                      | 22                         | 0                          |
| 6       | 27. Jan                             | 23. Mär                             | 2016                                | 09                     | Leonard Freier               | 30                     | Leonie Pump                                     | 25                         | 0                          |
| 7       | 01. Feb                             | 22. Mär                             | 2017                                | 08                     | Sebastian Pannek             | 30                     | Clea-Lacy Juhn                                  | 25                         | 14                         |
| 8       | 10. Jan                             | 07. Mär                             | 2018                                | 09                     | Daniel Völz                  | 32                     | Kristina Yantsen                                | 24                         | 02                         |
| 9       | 02. Jan                             | 27. Feb                             | 2019                                | 09                     | Andrej Mangold               | 31                     | Jennifer Lange                                  | 25                         | 21                         |
| 10      | 08. Jan                             | 04. Mär                             | 2020                                | 09                     | Sebastian Preuss             | 29                     | keine letzte Rose vergeben                      | keine letzte Rose vergeben | keine letzte Rose vergeben |
| 11      | 20. Jan                             | 24. Mär                             | 2021                                | 10                     | Niko Griesert                | 30                     | Michelle Gwozdz                                 | 26                         | 0                          |
| 12      | 26. Jan                             | 30. Mär                             | 2022                                | 10                     | Dominik Stuckmann            | 29                     | Anna Rossow                                     | 33                         | andauernd                  |
| 13      | 01. Mär                             | 10. Mai                             | 2023                                | 11                     | David Jackson                | 32                     | Angelina „Utze“ Utzeri                          | 28                         | 0                          |
| 14      | 17. Jan                             | 20. Mär                             | 2024                                | 10                     | Dennis Gries Sebastian Klaus | 30 35                  | Katharina „Katja“ Geretschuchin Larissa Schulte | 28 30                      | andauernd 0                |
| 15      | 18. Jun                             | 27. Aug                             | 2025                                | 10                     | Martin Braun Felix Stein     | 35 32                  | Clara Heinrich Seyma ?                          | 27 31                      | 0                          |

* Angegeben ist die Zeitspanne zwischen Finale bzw. der Aftershow Nach der letzten Rose und der Bekanntgabe der Trennung in abgerundeten ganzen Monaten

### Staffel 1
Die erste Staffel wurde mit 25 Kandidatinnen – 20 deutschen und 5 österreichischen – 2003 an der Côte d’Azur produziert und vom 19. November 2003 bis zum 7. Januar 2004 auf RTL und ORF eins ausgestrahlt und von Arne Jessen moderiert. Am 7. Januar 2004 gab es eine Aftershow-Folge namens Nach der letzten Rose, die ebenfalls von Jessen moderiert wurde.
Der gezeigte Junggeselle war der innerhalb der Sendung als solo und beruflich erfolgreich dargestellte 29-jährige österreichische Bankangestellte Marcel Maderitsch. Die siebenwöchige Ausstrahlung erreichte im Durchschnitt 3,6 Millionen Zuschauer. Im Finale entschied sich der Bachelor für die damals 22-jährige Schornsteinfegerin Juliane Ziegler aus Berlin. Maderitsch begann nach der Staffel eine Beziehung mit der Zweitplatzierten Nicole.
Die erste „Nacht der Rosen“ überstanden zudem Ola Siemens, Katharina Pulk aus Wien, Katharina Wedemann aus Hamburg, Marijana Mijatovic, Viviana Hoffmann, Marina Civic, Natalie Paal, Rabea Kloeppner, Jeannine Ehmsen, Tanja, Elisabeth, Simone und Anastasia. Verabschieden am ersten Abend musste sich unter anderen Michelle Monballijn.

### Staffel 2

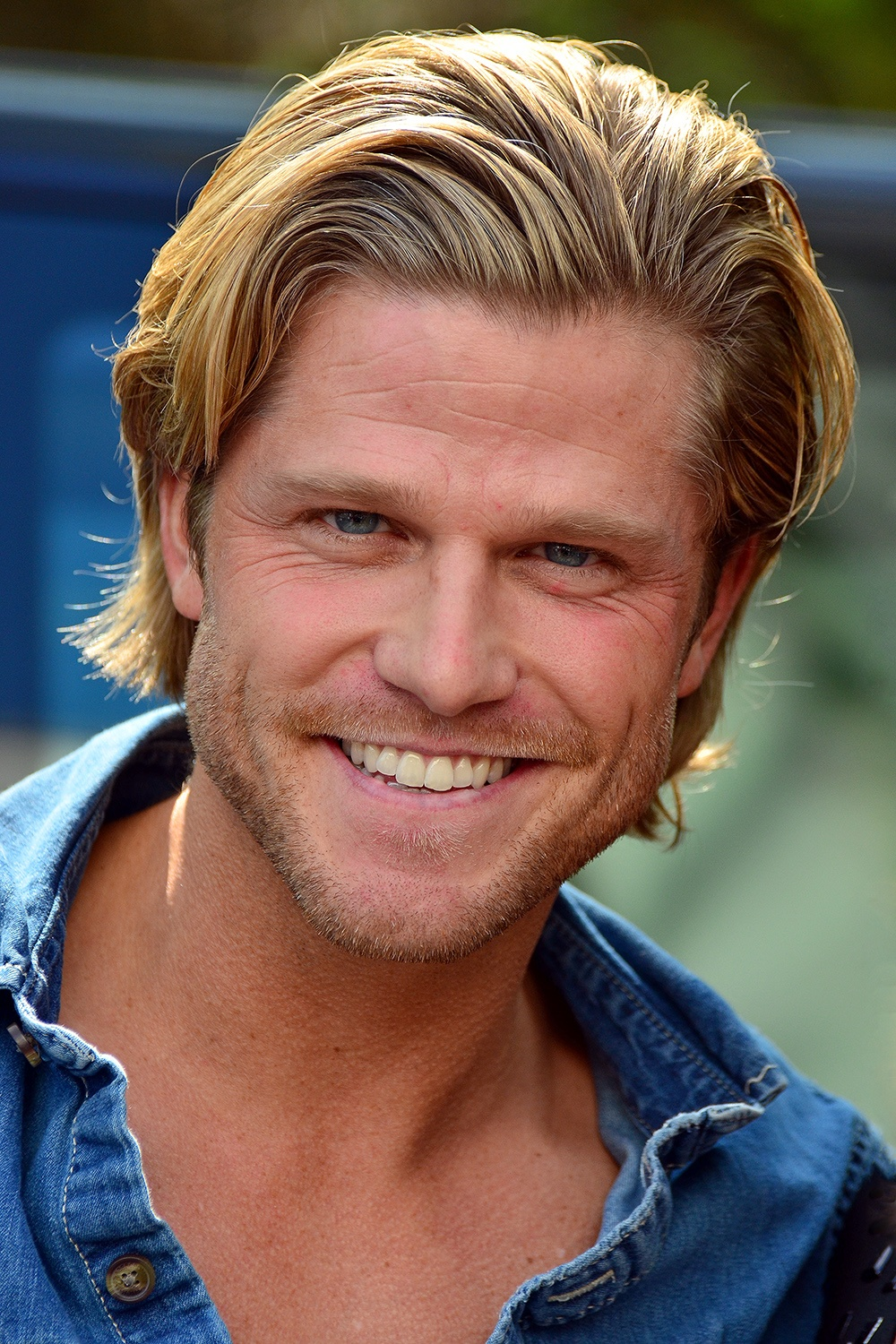
Paul Janke, Bachelor 2012
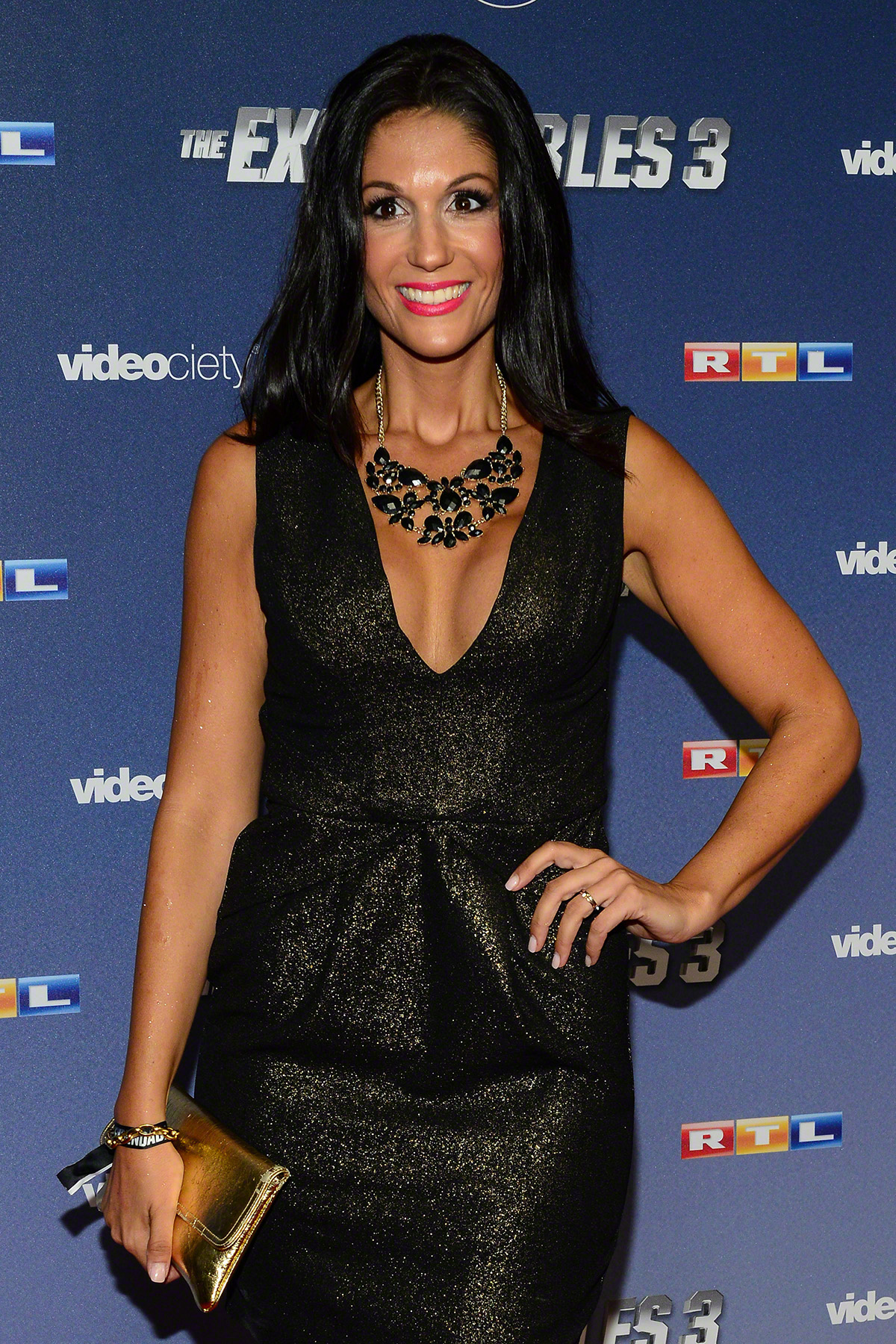
Anja Polzer, Empfängerin der letzten Rose

Vom 4. Januar bis zum 22. Februar 2012 wurde eine zweite Staffel ausgestrahlt. Der 30-jährige Image-Manager und Mister Hamburg 2009 Paul Janke aus Hamburg erhielt die Möglichkeit, unter 20 Kandidatinnen eine Partnerin zu finden. Drehort war Kapstadt, Folge 6 ausgenommen, in der die letzten vier Kandidatinnen Janke ihren Familien bzw. Freunden in Deutschland vorstellten. Im Finale entschied sich der Bachelor für die 27-jährige Anja Polzer aus Weingarten (Baden) und erklärte, dass er sich in sie verliebt habe. Polzer arbeitete damals als PR-Managerin und hatte zuvor ein Lehramtsstudium der Fächerverbindung Deutsch und Geschichte absolviert. In einem Interview im RTL-Nachrichtenmagazin Punkt 6 vom 23. Februar 2012 gaben Janke und Polzer bekannt, nicht mehr zusammen zu sein: Die drei Monate zwischen Aufzeichnung und Ausstrahlung der Sendung seien eine sehr schwierige Zeit gewesen und sie hätten nicht mehr zueinander gefunden.
Die Sendung wurde im Oktober/November 2011 aufgezeichnet, anschließend verbrachten Janke und Polzer einen gemeinsamen Urlaub in den USA. Nach Abschluss der Dreharbeiten durften sich die beiden aufgrund einer Klausel im Vertrag mit RTL nicht mehr öffentlich treffen, um keinen Hinweis auf die Wahl Jankes zu geben.
Nach schwachem Start überflügelten die Einschaltquoten von Der Bachelor zuletzt diejenigen der als Lead-in vorausgehenden Sendung Deutschland sucht den Superstar. Im Durchschnitt erreichten die acht ausgestrahlten Ausgaben 4,82 Millionen Zuschauer sowie 21,9 Prozent Marktanteil bei den 14- bis 49-jährigen Zuschauern.
| Kandidatin, Alter | Kandidatin, Alter | Wohnort    | Beruf, Anmerkungen                                                   | Verbleib nach der „Nacht der Rosen“ | Verbleib nach der „Nacht der Rosen“ | Verbleib nach der „Nacht der Rosen“ | Verbleib nach der „Nacht der Rosen“ | Verbleib nach der „Nacht der Rosen“ | Verbleib nach der „Nacht der Rosen“ | Verbleib nach der „Nacht der Rosen“ | Verbleib nach der „Nacht der Rosen“ |
| Kandidatin, Alter | Kandidatin, Alter | Wohnort    | Beruf, Anmerkungen                                                   | 1                                   | 2                                   | 3                                   | 4                                   | 5                                   | 6                                   | 7                                   | 8                                   |
| ----------------- | ----------------- | ---------- | -------------------------------------------------------------------- | ----------------------------------- | ----------------------------------- | ----------------------------------- | ----------------------------------- | ----------------------------------- | ----------------------------------- | ----------------------------------- | ----------------------------------- |
| Anja Polzer       | 27                | Weingarten | PR-Managerin                                                         |                                     |                                     |                                     |                                     |                                     |                                     |                                     |                                     |
| Sissi Fahrenschon | 23                | Rosenheim  | Versicherungskauffrau und Model, eigentlich Elisabeth                |                                     |                                     |                                     |                                     |                                     |                                     |                                     |                                     |
| Katja Runiello    | 26                | Hannover   | Versicherungskauffrau, Model, Penthouse-Pet des Monats November 2007 |                                     |                                     |                                     |                                     |                                     |                                     |                                     |                                     |
| Natalie Rau       | 23                | Diez       | Redakteurin beim Lokalanzeiger Lahn-Post                             |                                     |                                     |                                     |                                     |                                     |                                     |                                     |                                     |
| Georgina Bülowius | 21                | Heidelberg | Fotomodell; eigentlich Fleur Georgina                                |                                     |                                     |                                     |                                     |                                     |                                     |                                     |                                     |
| Jinjin Harder     | 27                | Darmstadt  | Physikstudentin, Hardwareprogrammiererin                             |                                     |                                     |                                     |                                     |                                     |                                     |                                     |                                     |
| Annabel Varela    | 27                | Oberhausen | Flugbegleiterin                                                      |                                     |                                     |                                     |                                     |                                     |                                     |                                     |                                     |
| Veronika Kraljic  | 29                | Frankfurt  | Architektin                                                          |                                     |                                     |                                     |                                     |                                     |                                     |                                     |                                     |
| Manuela Sauter    | 26                | Stuttgart  | Eventmanagerin                                                       |                                     |                                     |                                     |                                     |                                     |                                     |                                     |                                     |
| Marta Uzunova     | 26                | Düsseldorf | Touristikstudentin                                                   |                                     |                                     |                                     |                                     |                                     |                                     |                                     |                                     |
| Mary Krassow      | 25                | Rostock    | Lehramtsstudentin                                                    |                                     |                                     |                                     |                                     |                                     |                                     |                                     |                                     |
| Yvonne            | 31                | Stuttgart  | Krankenschwester                                                     |                                     |                                     |                                     |                                     |                                     |                                     |                                     |                                     |
| Gianna Gutzat     | 28                | Hamburg    | Diplomsportwissenschaftlerin                                         |                                     |                                     |                                     |                                     |                                     |                                     |                                     |                                     |
| Bernadette Kaspar | 27                | Köln       | Bürokauffrau, Playmate September 2010                                |                                     |                                     |                                     |                                     |                                     |                                     |                                     |                                     |
| Olia Nostra       | 28                | Berlin     | Assistant Store Managerin                                            |                                     |                                     |                                     |                                     |                                     |                                     |                                     |                                     |
| Alexandra         | 23                | Frankfurt  | Juwelierfachverkäuferin                                              |                                     |                                     |                                     |                                     |                                     |                                     |                                     |                                     |
| Sabrina Alwang    | 22                | Nürnberg   | Model, Inhaberin einer Modelagentur                                  |                                     |                                     |                                     |                                     |                                     |                                     |                                     |                                     |
| Louisa Rivera     | 21                | Fulda      | BWL-Studentin                                                        |                                     |                                     |                                     |                                     |                                     |                                     |                                     |                                     |
| Laura Zöllner     | 20                | Dresden    | Hostess, Auszubildende zur Eventmanagerin                            |                                     |                                     |                                     |                                     |                                     |                                     |                                     |                                     |
| Petra             | 35                | Dortmund   | Kaufmännische Angestellte                                            |                                     |                                     |                                     |                                     |                                     |                                     |                                     |                                     |

- Die Kandidatin erhielt eine Rose.
- Die Kandidatin erhielt keine Rose und schied aus.

### Staffel 3
Vom 2. Januar bis zum 23. Februar 2013 lief die dritte Staffel mit dem 36-jährigen Bad Honnefer Rechtsanwalt und Model Jan Kralitschka als Bachelor, erneut mit 20 Kandidatinnen und in Südafrika. In Folge 6 besuchte Kralitschka die verbliebenen vier Bewerberinnen zu Hause und lernte Eltern, Elternteile oder Freunde kennen. In Folge 7 fanden die „Dreamdates“ mit den letzten drei Kandidatinnen nicht mehr in Südafrika wie in der Staffel zuvor, sondern in Namibia, der Schweiz und auf Mauritius statt. Wie in Folge 5 stieg eine Teilnehmerin bereits vor der Rosenübergabe aus. Die letzten beiden Kandidatinnen stellte der Bachelor in Folge 8 seinen Eltern vor. Anschließend vergab er die letzte Rose an die Deutsch-Algerierin Alissa Harouat und nicht an die von den Zuschauern hoch favorisierte Schweizerin Ramona Stöckli. In der drei Tage nach dem Finale ausgestrahlten Aftershow-Folge Nach der letzten Rose unter der Moderation von Frauke Ludowig begegnete der Bachelor zunächst den Kandidatinnen Melanie Müller, Nina Olenberg, Conny Elseberg, Nancy de Carvalho und Sarah Gehring wieder, traf dann auf Ramona Stöckli und zuletzt auf Alissa Harouat. Zwischen Kralitschka und Harouat war keine Beziehung entstanden.
| Kandidatin, Alter               | Kandidatin, Alter | Wohnort    | Beruf, Anmerkungen                                                                                                | Verbleib nach der „Nacht der Rosen“ | Verbleib nach der „Nacht der Rosen“ | Verbleib nach der „Nacht der Rosen“ | Verbleib nach der „Nacht der Rosen“ | Verbleib nach der „Nacht der Rosen“ | Verbleib nach der „Nacht der Rosen“ | Verbleib nach der „Nacht der Rosen“ | Verbleib nach der „Nacht der Rosen“ |
| Kandidatin, Alter               | Kandidatin, Alter | Wohnort    | Beruf, Anmerkungen                                                                                                | 1                                   | 2                                   | 3                                   | 4                                   | 5                                   | 6                                   | 7                                   | 8                                   |
| ------------------------------- | ----------------- | ---------- | --- | ----------------------------------- | ----------------------------------- | ----------------------------------- | ----------------------------------- | ----------------------------------- | ----------------------------------- | ----------------------------------- | ----------------------------------- |
| Alissa Harouat                  | 25                | Speyer     | Model, Steuerfachangestellte                                                                                      |                                     |                                     |                                     |                                     |                                     |                                     |                                     |                                     |
| Ramona Stöckli                  | 30                | Mannheim   | Geschäftsführerin eines Fitnessstudios                                                                            |                                     |                                     |                                     |                                     |                                     |                                     |                                     |                                     |
| Melanie Müller                  | 24                | Leipzig    | Erotikmodel, ehemalige Pornodarstellerin (Pseudonym Scarlet Young)                                                |                                     |                                     |                                     |                                     |                                     |                                     |                                     |                                     |
| Sarah Gehring                   | 25                | München    | Filialleiterin im Einzelhandel                                                                                    |                                     |                                     |                                     |                                     |                                     |                                     |                                     |                                     |
| Janine Smailus                  | 26                | Berlin     | Promoterin und Hostess                                                                                            |                                     |                                     |                                     |                                     |                                     |                                     |                                     |                                     |
| Katie Steiner                   | 28                | Hamburg    | Junior Investment Managerin, Playmate Februar 2010                                                                |                                     |                                     |                                     |                                     |                                     |                                     |                                     |                                     |
| Natascha Faustka                | 24                | Hemhofen   | Medizinische Fachangestellte, Model, Sicherheitsdienst-Mitarbeiterin in Discothek, Gewinnerin diverser Misswahlen |                                     |                                     |                                     |                                     |                                     |                                     |                                     |                                     |
| Conny Elseberg                  | 33                | Berlin     | Fachpflegekraft für Intensivpflege und Anästhesie                                                                 |                                     |                                     |                                     |                                     |                                     |                                     |                                     |                                     |
| Nina Olenberg                   | 24                | Güster     | Model |                                     |                                     |                                     |                                     |                                     |                                     |                                     |                                     |
| Nancy Senga (Nancy de Carvalho) | 28                | Köln       | Verkäuferin, Model, Tänzerin                                                                                      |                                     |                                     |                                     |                                     |                                     |                                     |                                     |                                     |
| Madeleine Jaax                  | 27                | Bonn       | Studentin (Betriebswirtschaftslehre)                                                                              |                                     |                                     |                                     |                                     |                                     |                                     |                                     |                                     |
| Mignon Kowollik                 | 31                | Hamburg    | Operationsmanagerin                                                                                               |                                     |                                     |                                     |                                     |                                     |                                     |                                     |                                     |
| Polina Feist                    | 32                | Hof        | Klavierlehrerin, Model                                                                                            |                                     |                                     |                                     |                                     |                                     |                                     |                                     |                                     |
| Nicole-Maria Niemann            | 28                | Berlin     | Model, Playmate August 2007                                                                                       |                                     |                                     |                                     |                                     |                                     |                                     |                                     |                                     |
| Petra Svamberk                  | 28                | Berlin     | Reiseverkehrskauffrau                                                                                             |                                     |                                     |                                     |                                     |                                     |                                     |                                     |                                     |
| Sandra Njeri Gitau              | 25                | Salzburg   | Model |                                     |                                     |                                     |                                     |                                     |                                     |                                     |                                     |
| Sabrina Oepen                   | 24                | Düren      | Model |                                     |                                     |                                     |                                     |                                     |                                     |                                     |                                     |
| Chantal Olzem                   | 26                | Troisdorf  | Wirtschaftsrecht-Studentin                                                                                        |                                     |                                     |                                     |                                     |                                     |                                     |                                     |                                     |
| Kamika Sirot                    | 25                | Düsseldorf | Model |                                     |                                     |                                     |                                     |                                     |                                     |                                     |                                     |
| Natalie Stommel                 | 24                | Erkrath    | Studentin (Jura und Sinologie)                                                                                    |                                     |                                     |                                     |                                     |                                     |                                     |                                     |                                     |

- Die Kandidatin erhielt eine Rose.
- Die Kandidatin erhielt keine Rose und schied aus.
- Die Kandidatin verließ die Sendung freiwillig.

### Staffel 4

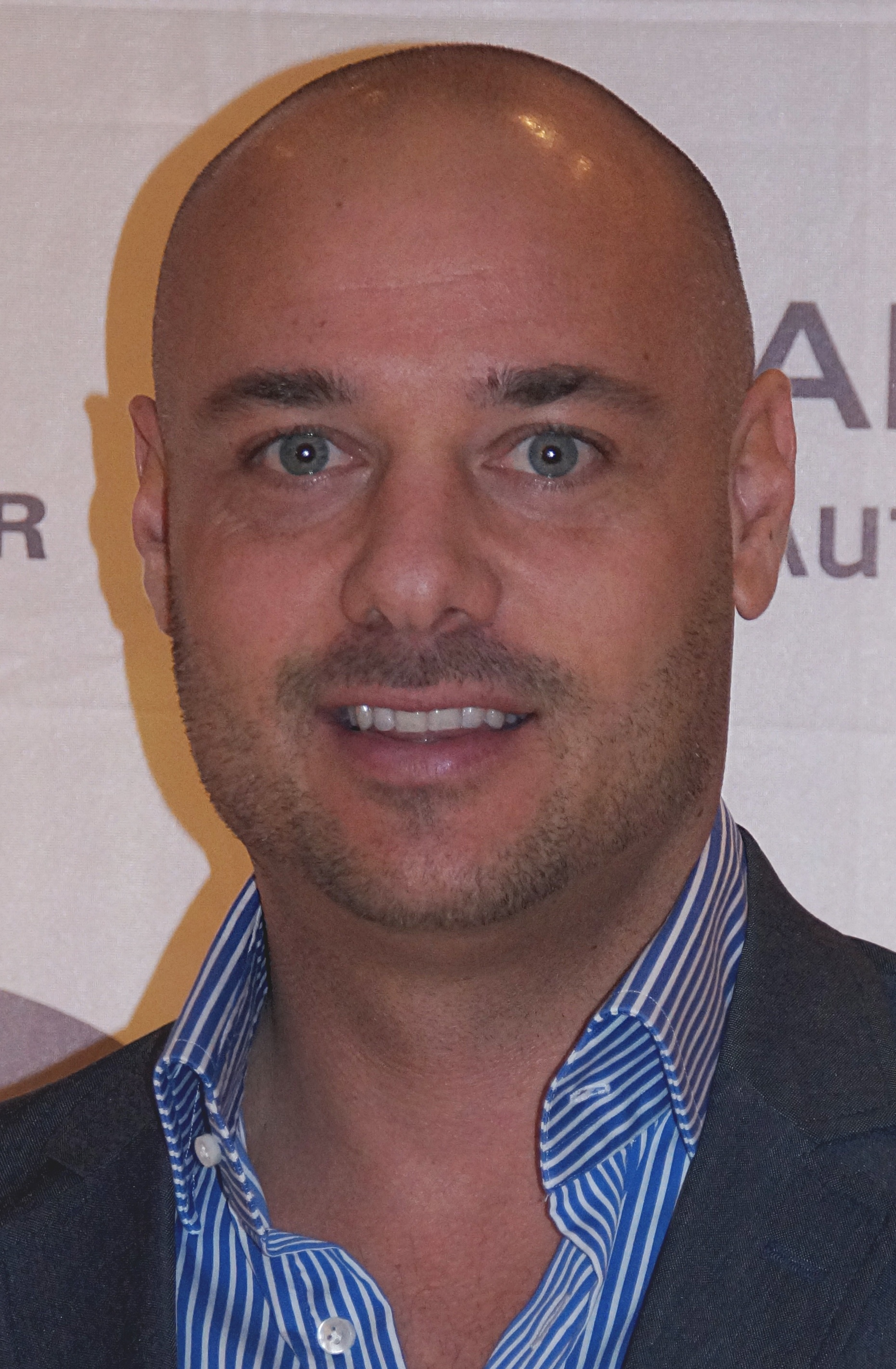
Christian Tews, Bachelor 2014

Vom 22. Januar bis zum 19. März 2014 wurde die vierte Staffel ausgestrahlt. Sie wurde wie die beiden Staffeln zuvor in Südafrika gedreht. Bachelor war Christian Tews. Für ein Liebesglück hatte Tews unter zwei mehr Kandidatinnen Rosen zu vergeben als seine beiden Vorgänger. Die 22 Frauen sollen unter 16.000 Bewerberinnen gecastet worden sein. Erneut besuchte der Bachelor in Folge 6 die Kandidatinnen zu Hause und lernte Eltern oder Elternteile kennen. Zu den „Dreamdates“ in Folge 7 traf Tews je eine Kandidatin in Jordanien, auf den Malediven und in Schweden. In Folge 8 lernten Tews Eltern die letzten beiden Kandidatinnen kennen. Anschließend vergab der Bachelor die letzte Rose an die Dresdner Parfümerie-Fachverkäuferin Katja Kühne. Die gebürtige Ukrainerin kam mit 15 Jahren nach Deutschland, war einmal verheiratet und hat einen zum Sendungszeitpunkt siebenjährigen Sohn. In der am 19. März 2014 von Frauke Ludowig moderierten Aftershow-Folge Nach der letzten Rose mit sechs der in den Folgen 3 bis 7 ohne Rose gebliebenen Kandidatinnen und den Finalistinnen wurde von Tews und Kühne bekannt, als erstes Bachelor-Paar auch nach Ausstrahlung der Sendung noch in Beziehung stehen. Am 27. April 2014 jedoch verkündeten die beiden auf ihren Facebook-Seiten die Trennung.
| Kandidatin, Alter | Kandidatin, Alter | Wohnort             | Beruf, Anmerkungen                                              | Verbleib nach der „Nacht der Rosen“ | Verbleib nach der „Nacht der Rosen“ | Verbleib nach der „Nacht der Rosen“ | Verbleib nach der „Nacht der Rosen“ | Verbleib nach der „Nacht der Rosen“ | Verbleib nach der „Nacht der Rosen“ | Verbleib nach der „Nacht der Rosen“ | Verbleib nach der „Nacht der Rosen“ |
| Kandidatin, Alter | Kandidatin, Alter | Wohnort             | Beruf, Anmerkungen                                              | 1                                   | 2                                   | 3                                   | 4                                   | 5                                   | 6                                   | 7                                   | 8                                   |
| ----------------- | ----------------- | ------------------- | --------------------------------------------------------------- | ----------------------------------- | ----------------------------------- | ----------------------------------- | ----------------------------------- | ----------------------------------- | ----------------------------------- | ----------------------------------- | ----------------------------------- |
| Katja Kühne       | 28                | Dresden             | Parfümerie-Fachverkäuferin, Model                               |                                     |                                     |                                     |                                     |                                     |                                     |                                     |                                     |
| Angelina Heger    | 21                | Berlin              | Studentin (Sozialpädagogik), Model                              |                                     |                                     |                                     |                                     |                                     |                                     |                                     |                                     |
| Susanne Huber     | 27                | La Nucia            | Zahnmedizinische Fachangestellte, Schwester von Stefanie        |                                     |                                     |                                     |                                     |                                     |                                     |                                     |                                     |
| Daniela Michalski | 37                | Düsseldorf          | Model                                                           |                                     |                                     |                                     |                                     |                                     |                                     |                                     |                                     |
| Nena Buddemeier   | 32                | Münster             | Flugbegleiterin                                                 |                                     |                                     |                                     |                                     |                                     |                                     |                                     |                                     |
| Lisa Bütow        | 27                | Hamburg             | PR-Beraterin                                                    |                                     |                                     |                                     |                                     |                                     |                                     |                                     |                                     |
| Jessica Paszka    | 23                | Essen               | Bürokauffrau                                                    |                                     |                                     |                                     |                                     |                                     |                                     |                                     |                                     |
| Ela Tas           | 21                | Hamburg             | Studentin (Jura)                                                |                                     |                                     |                                     |                                     |                                     |                                     |                                     |                                     |
| Maggie Wilhelm    | 28                | Regensburg          | Physiotherapeutin                                               |                                     |                                     |                                     |                                     |                                     |                                     |                                     |                                     |
| Helen Harkner     | 25                | Moritzburg          | Gebietsverkaufsleiterin einer Kosmetikfirma                     |                                     |                                     |                                     |                                     |                                     |                                     |                                     |                                     |
| Anne Pott         | 27                | Hamburg             | Visagistin                                                      |                                     |                                     |                                     |                                     |                                     |                                     |                                     |                                     |
| Nadège Tebiro     | 38                | Köln                | Fachpflegekraft im Operationsdienst, Tänzerin                   |                                     |                                     |                                     |                                     |                                     |                                     |                                     |                                     |
| Nadja             | 25                | Nürnberg            | Lehramtsstudentin                                               |                                     |                                     |                                     |                                     |                                     |                                     |                                     |                                     |
| Ilona Storch      | 28                | Frankfurt am Main   | First-Class-Stewardess, Model, Miss Frankfurt 2013              |                                     |                                     |                                     |                                     |                                     |                                     |                                     |                                     |
| Anna Rösler       | 32                | Berlin              | Bewerbungsberaterin, Trainerin für Business-Etikette            |                                     |                                     |                                     |                                     |                                     |                                     |                                     |                                     |
| Melanie           | 23                | Wien                | Brandschutztechnikerin                                          |                                     |                                     |                                     |                                     |                                     |                                     |                                     |                                     |
| Victoria Bormann  | 31                | Dessau-Roßlau       | Restaurantleiterin                                              |                                     |                                     |                                     |                                     |                                     |                                     |                                     |                                     |
| Stefanie Huber    | 24                | La Nucia            | Vertriebsmitarbeiterin, Schwester von Susanne                   |                                     |                                     |                                     |                                     |                                     |                                     |                                     |                                     |
| Lena Kawelovski   | 23                | Mülheim an der Ruhr | Studentin (Psychologie), Model                                  |                                     |                                     |                                     |                                     |                                     |                                     |                                     |                                     |
| Kim Rubenschuh    | 22                | Castrop-Rauxel      | Studentin (International Marketing)                             |                                     |                                     |                                     |                                     |                                     |                                     |                                     |                                     |
| Saskia            | 26                | Waiblingen          | Studentin (Lehramt Grundschule)                                 |                                     |                                     |                                     |                                     |                                     |                                     |                                     |                                     |
| Yvonne            | 29                | Dortmund            | Sozialversicherungsfachangestellte, Managerin einer Reha-Klinik |                                     |                                     |                                     |                                     |                                     |                                     |                                     |                                     |

- Die Kandidatin erhielt eine Rose.
- Die Kandidatin erhielt keine Rose und schied aus.
- Die Kandidatin erhielt eine Rose in der „Nacht der Rosen“, lehnte diese jedoch ab.

### Staffel 5
Die fünfte Staffel wurde vom 14. Januar bis zum 11. März 2015 ausgestrahlt. Als Bachelor durfte sich der 28-jährige Mister Germany 2014 Oliver Sanne eine Herzdame aus 22 Bewerberinnen aussuchen. Die Kandidatinnen wurden erstmals in einer Villa in Los Angeles, Kalifornien, USA untergebracht. In Folge 6 gab es wieder Hausbesuche bei Eltern, Müttern und Schwestern der Kandidatinnen. Die „Dreamdates“ der Folge 7 fanden auf Aruba, in Kanada und Florida statt. Nachdem in Folge 8 Sannes Eltern die Finalistinnen kennenlernten, erhielt erwartungsgemäß die 22-jährige Liz Kaeber die letzte Rose. In der Aftershow-Folge Nach der letzten Rose am 11. März 2015 mit acht der in den Folgen 2 bis 8 ausgeschiedenen Kandidatinnen sowie Sanne und Kaeber erklärten die beiden letzteren, dass die Gefühle schnell wieder abgeklungen seien.
| Kandidatin, Alter          | Kandidatin, Alter | Wohnort             | Beruf, Anmerkungen                                               | Verbleib nach der „Nacht der Rosen“ | Verbleib nach der „Nacht der Rosen“ | Verbleib nach der „Nacht der Rosen“ | Verbleib nach der „Nacht der Rosen“ | Verbleib nach der „Nacht der Rosen“ | Verbleib nach der „Nacht der Rosen“ | Verbleib nach der „Nacht der Rosen“ | Verbleib nach der „Nacht der Rosen“ |
| Kandidatin, Alter          | Kandidatin, Alter | Wohnort             | Beruf, Anmerkungen                                               | 1                                   | 2                                   | 3                                   | 4                                   | 5                                   | 6                                   | 7                                   | 8                                   |
| -------------------------- | ----------------- | ------------------- | ---------------------------------------------------------------- | ----------------------------------- | ----------------------------------- | ----------------------------------- | ----------------------------------- | ----------------------------------- | ----------------------------------- | ----------------------------------- | ----------------------------------- |
| Liz Kaeber                 | 22                | Eberswalde          | Gesundheits- und Krankenpflegerin                                |                                     |                                     |                                     |                                     |                                     |                                     |                                     |                                     |
| Carolin Ehrensberger       | 22                | Ahaus               | Steuerfachangestellte                                            |                                     |                                     |                                     |                                     |                                     |                                     |                                     |                                     |
| Sarah Nowak                | 23                | Günzburg            | Bankkauffrau, Model, Playmate August 2014                        |                                     |                                     |                                     |                                     |                                     |                                     |                                     |                                     |
| Anica Roth                 | 27                | Gönnersdorf         | Studentin (Internationale Sicherheitsangelegenheiten)            |                                     |                                     |                                     |                                     |                                     |                                     |                                     |                                     |
| Samantha Abdul             | 25                | Hamburg             | Moderedakteurin bei inTouch                                      |                                     |                                     |                                     |                                     |                                     |                                     |                                     |                                     |
| Zişan Avcı                 | 24                | Mülheim an der Ruhr | Auszubildende zur dermatologischen Kosmetikerin                  |                                     |                                     |                                     |                                     |                                     |                                     |                                     |                                     |
| Natascha van Ingen Schenau | 27                | Den Haag            | Marketingassistentin, Model                                      |                                     |                                     |                                     |                                     |                                     |                                     |                                     |                                     |
| Liesa-Marie Schmidt        | 21                | Braunschweig        | Bürokauffrau                                                     |                                     |                                     |                                     |                                     |                                     |                                     |                                     |                                     |
| Alexandra Tzimas           | 22                | Berlin              | Studentin, Deutsche Meisterin Salsa 2013 (mit Jaco Shiva Fricke) |                                     |                                     |                                     |                                     |                                     |                                     |                                     |                                     |
| Karina Rifert              | 27                | Wiesbaden           | Model, Studentin (BWL)                                           |                                     |                                     |                                     |                                     |                                     |                                     |                                     |                                     |
| Annamaria Kun              | 26                | Bönen               | Versicherungskauffrau                                            |                                     |                                     |                                     |                                     |                                     |                                     |                                     |                                     |
| Nicola Neuer               | 31                | Wien                | Werbekauffrau, Vertriebsmitarbeiterin                            |                                     |                                     |                                     |                                     |                                     |                                     |                                     |                                     |
| Petra Colafati             | 26                | Bozen               | Erzieherin, Miss Südtirol 2009                                   |                                     |                                     |                                     |                                     |                                     |                                     |                                     |                                     |
| Pamela Gil Mata            | 25                | Amberg              | Industriekauffrau, Tanzlehrerin                                  |                                     |                                     |                                     |                                     |                                     |                                     |                                     |                                     |
| Susanna Resnikova          | 27                | Odessa / Berlin     | Betriebswirtin                                                   |                                     |                                     |                                     |                                     |                                     |                                     |                                     |                                     |
| Scharlen                   | 32                | München             | Pflegedienstleiterin                                             |                                     |                                     |                                     |                                     |                                     |                                     |                                     |                                     |
| Yvonne Denz                | 27                | Bad Friedrichshall  | Medizinische Fachangestellte                                     |                                     |                                     |                                     |                                     |                                     |                                     |                                     |                                     |
| Samira Gabriel             | 24                | Neuss               | Friseurin                                                        |                                     |                                     |                                     |                                     |                                     |                                     |                                     |                                     |
| Hina Jasmin Hussain        | 23                | Berlin              | Studentin (Judaistik und Literatur)                              |                                     |                                     |                                     |                                     |                                     |                                     |                                     |                                     |
| Nadine Meyer               | 24                | Osnabrück           | Kosmetikerin, Zumba-Trainerin                                    |                                     |                                     |                                     |                                     |                                     |                                     |                                     |                                     |
| Lara                       | 25                | Gladbeck            | Hotelfachfrau                                                    |                                     |                                     |                                     |                                     |                                     |                                     |                                     |                                     |
| Lisa Bienefeld-Brands      | 23                | Kleve               | Pferdewirtin, Rennreiterin                                       |                                     |                                     |                                     |                                     |                                     |                                     |                                     |                                     |

- Die Kandidatin erhielt eine Rose.
- Die Kandidatin erhielt keine Rose und schied aus.
- Die Kandidatin verließ die Sendung freiwillig.

### Staffel 6
Die sechste Staffel wurde vom 27. Januar bis zum 23. März 2016 ausgestrahlt. Drehort war erstmals Miami. Zu Beginn der ersten Folge gab es Porträts des Bachelors und (in kürzerer Form) einiger Kandidatinnen. Bachelor war Leonard Freier aus Stahnsdorf bei Berlin. Er stellte sich in der Sendung als Unternehmensberater mit mehreren Firmen vor. Eine davon ist eine Versicherungsagentur der Ergo. Aus einer sechsjährigen Beziehung hat Freier eine zu Sendungsbeginn einjährige Tochter.
Als Neuerung verteilte er in der ersten Folge eine weiße Rose an eine der Teilnehmerinnen. Die Bedachte kam nicht nur weiter, sondern konnte in einem folgenden Einzel- oder Gruppendate ihrer Wahl die Stelle einer anderen Kandidatin einnehmen. Die Hausbesuche in Folge 6 fanden bei den Eltern oder Müttern der Kandidatinnen statt, deren Geschwister Freier ebenfalls kennenlernte. Die „Dreamdates“ in Folge 7 ereigneten sich auf den Bahamas, in Costa Rica und Arizona. Als Siegerin ging Leonie Sophia Pump hervor. In der Aftershow-Folge Nach der letzten Rose vom 23. März mit acht der in den Folgen 4 bis 8 ausgeschiedenen Kandidatinnen erklärten Freier und Pump, dass sie kein Paar mehr sind; nach der Rückkehr nach Deutschland hätte Freier „etwas gefehlt“.
| Kandidatin, Alter        | Kandidatin, Alter | Wohnort       | Beruf, Anmerkungen                                                          | Verbleib nach der „Nacht der Rosen“ | Verbleib nach der „Nacht der Rosen“ | Verbleib nach der „Nacht der Rosen“ | Verbleib nach der „Nacht der Rosen“ | Verbleib nach der „Nacht der Rosen“ | Verbleib nach der „Nacht der Rosen“ | Verbleib nach der „Nacht der Rosen“ | Verbleib nach der „Nacht der Rosen“ |
| Kandidatin, Alter        | Kandidatin, Alter | Wohnort       | Beruf, Anmerkungen                                                          | 1                                   | 2                                   | 3                                   | 4                                   | 5                                   | 6                                   | 7                                   | 8                                   |
| ------------------------ | ----------------- | ------------- | --------------------------------------------------------------------------- | ----------------------------------- | ----------------------------------- | ----------------------------------- | ----------------------------------- | ----------------------------------- | ----------------------------------- | ----------------------------------- | ----------------------------------- |
| Leonie Sophia Pump       | 25                | Itzehoe       | Assistentin der Geschäftsleitung                                            |                                     |                                     |                                     |                                     |                                     |                                     |                                     |                                     |
| Daniela Buchholz         | 24                | Hildesheim    | Studentin (Lehramt Gymnasium – Sport, Germanistik)                          |                                     |                                     |                                     |                                     |                                     |                                     |                                     |                                     |
| Leonie Rosella Gast      | 22                | Eppelheim     | Studentin (Medien- und Kommunikations-Management)                           |                                     |                                     |                                     |                                     |                                     |                                     |                                     |                                     |
| Denise Temlitz           | 25                | Berlin        | Einzelhandelskauffrau                                                       |                                     |                                     |                                     |                                     |                                     |                                     |                                     |                                     |
| Ann-Kathrin „Anni“ Burth | 24                | Freiburg      | Rechtspflegerin                                                             |                                     |                                     |                                     |                                     |                                     |                                     |                                     |                                     |
| Viviane Ottemann         | 28                | Kassel        | Gesundheitstrainerin                                                        |                                     |                                     |                                     |                                     |                                     |                                     |                                     |                                     |
| Jasmin Somji             | 34                | Milton Keynes | Fremdsprachenlehrerin                                                       |                                     |                                     |                                     |                                     |                                     |                                     |                                     |                                     |
| Saskia Atzerodt          | 23                | Kühbach       | Steuerfachangestellte, Model                                                |                                     |                                     |                                     |                                     |                                     |                                     |                                     |                                     |
| Cindy Riedel             | 27                | Berlin        | Marineoffizierin                                                            |                                     |                                     |                                     |                                     |                                     |                                     |                                     |                                     |
| Sandra Brexel            | 23                | Erding        | Privatkundenberaterin einer Bank                                            |                                     |                                     |                                     |                                     |                                     |                                     |                                     |                                     |
| Franziska Maichle        | 23                | Stuttgart     | Studentin (Wirtschaftswissenschaften), im Recall (letzte 120) bei DSDS 2009 |                                     |                                     |                                     |                                     |                                     |                                     |                                     |                                     |
| Dina Babajic             | 29                | Berlin        | Schauspielerin, Burlesque-Tänzerin                                          |                                     |                                     |                                     |                                     |                                     |                                     |                                     |                                     |
| Steffi Blümel            | 25                | Burgthann     | Einzelhandelskauffrau (Tierhandlung)                                        |                                     |                                     |                                     |                                     |                                     |                                     |                                     |                                     |
| Kathrin Heidelbach       | 27                | Alsfeld       | Studentin (Lehramt Gymnasium – Mathematik, Chemie)                          |                                     |                                     |                                     |                                     |                                     |                                     |                                     |                                     |
| Romina Beck              | 21                | Ketsch        | Kosmetikerin                                                                |                                     |                                     |                                     |                                     |                                     |                                     |                                     |                                     |
| Dominique Körfer         | 27                | Würselen      | Studentin (Betriebswirtschaftslehre)                                        |                                     |                                     |                                     |                                     |                                     |                                     |                                     |                                     |
| Marisa Schubert          | 23                | Augsburg      | Friseurmeisterin                                                            |                                     |                                     |                                     |                                     |                                     |                                     |                                     |                                     |
| Deborah Dietz            | 27                | Düsseldorf    | Kellnerin, Friseurin                                                        |                                     |                                     |                                     |                                     |                                     |                                     |                                     |                                     |
| Annika Körner            | 28                | Ketsch        | Hotelfachfrau                                                               |                                     |                                     |                                     |                                     |                                     |                                     |                                     |                                     |
| Sarah Sakowski           | 22                | Berlin        | Studentin (Betriebswirtschaftslehre)                                        |                                     |                                     |                                     |                                     |                                     |                                     |                                     |                                     |
| Elvira Stanski           | 21                | Bremen        | Medizinische Fachangestellte                                                |                                     |                                     |                                     |                                     |                                     |                                     |                                     |                                     |
| Vivien Stiller           | 21                | Köln          | Studentin (International Business)                                          |                                     |                                     |                                     |                                     |                                     |                                     |                                     |                                     |

- Die Kandidatin erhielt eine Rose.
- Die Kandidatin erhielt keine Rose und schied aus.
- Die Kandidatin verließ die Sendung freiwillig.

### Staffel 7

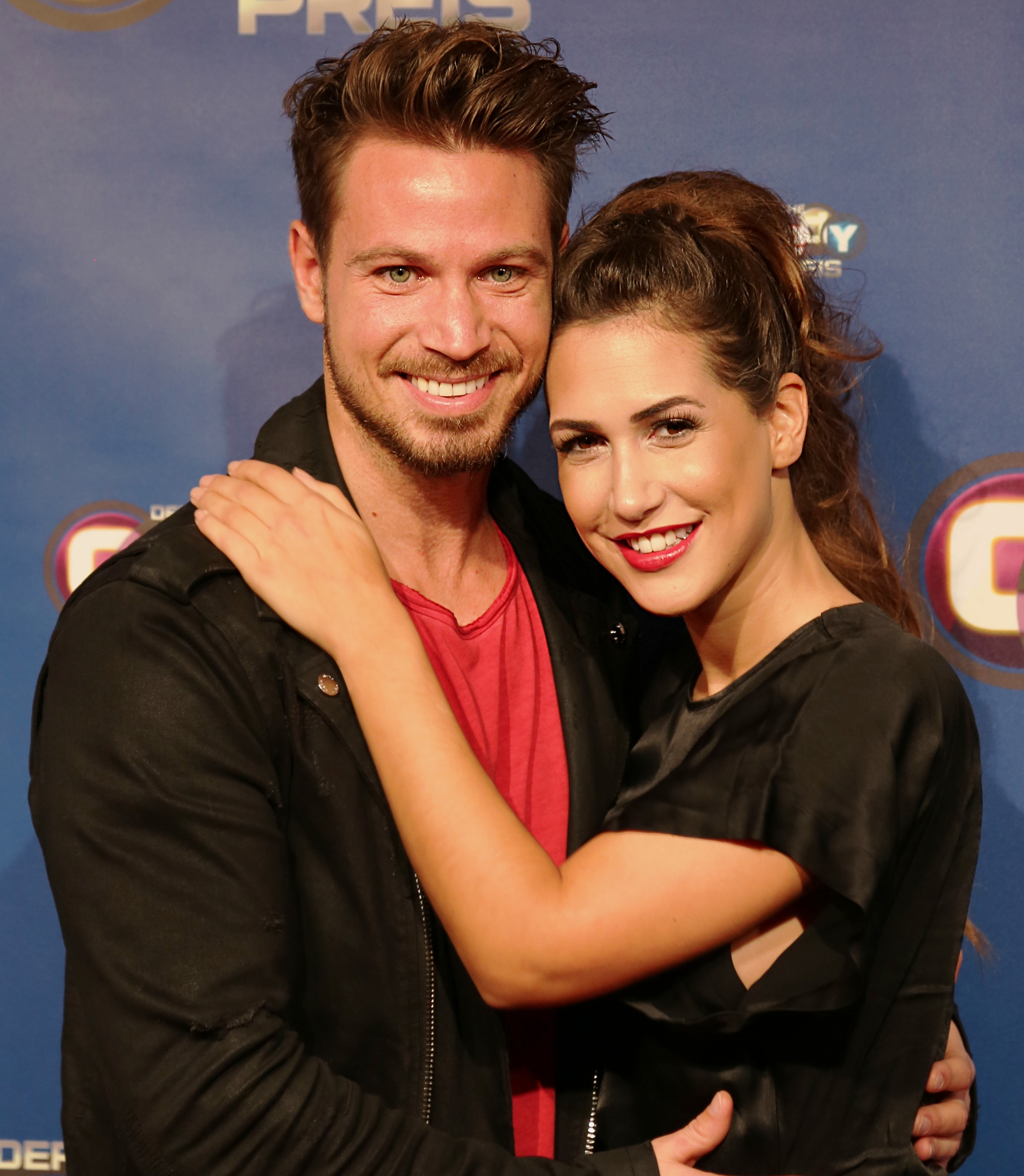
Sebastian Pannek mit Siegerin Clea-Lacy Juhn beim Deutschen Comedypreis 2017

Die siebte Staffel mit dem Kölner Model und Inhaber einer Design- und Marketingagentur Sebastian Pannek als Bachelor wurde vom 1. Februar bis zum 22. März 2017 ausgestrahlt. Gedreht wurde wie im Vorjahr in Miami. In der Auftaktfolge wurde der Protagonist mit Eltern, Schwester, Schwager und Onkel vorgestellt. Kurzporträts gab es von neun der Kandidatinnen. In Folge 6 kam es während eines Aufenthalts in New Orleans zu einer frühen Rosenvergabe. Bei den anschließenden „Homedates“ lernte Pannek Angehörige und Freunde der letzten vier Aspirantinnen kennen, ehe nach einer erneuten Rosenverteilung eine von ihnen auf den Rückflug nach Miami verzichten musste. Die „Dreamdates“ in Folge 7 fanden auf St. Lucia, Jamaika und in Colorado statt. Folge 8 zeigte das Kennenlernen von Panneks Eltern mit den letzten beiden Kandidatinnen sowie die Übergabe der letzten Rose an die Halbbrasilianerin Clea-Lacy Juhn. In der Aftershow gab Juhn an, zu Pannek nach Köln gezogen zu sein. Im Juni 2018 gab das Paar seine Trennung bekannt.
| Kandidatin, Alter  | Kandidatin, Alter | Wohnort      | Beruf, Anmerkungen                                                   | Verbleib nach der „Nacht der Rosen“ | Verbleib nach der „Nacht der Rosen“ | Verbleib nach der „Nacht der Rosen“ | Verbleib nach der „Nacht der Rosen“ | Verbleib nach der „Nacht der Rosen“ | Verbleib nach der „Nacht der Rosen“ | Verbleib nach der „Nacht der Rosen“ | Verbleib nach der „Nacht der Rosen“ |
| Kandidatin, Alter  | Kandidatin, Alter | Wohnort      | Beruf, Anmerkungen                                                   | 1                                   | 2                                   | 3                                   | 4                                   | 5                                   | 6                                   | 7                                   | 8                                   |
| ------------------ | ----------------- | ------------ | -------------------------------------------------------------------- | ----------------------------------- | ----------------------------------- | ----------------------------------- | ----------------------------------- | ----------------------------------- | ----------------------------------- | ----------------------------------- | ----------------------------------- |
| Clea-Lacy Juhn     | 25                | Rastatt      | Bürokauffrau                                                         |                                     |                                     |                                     |                                     |                                     |                                     |                                     |                                     |
| Erika Dorodnova    | 25                | Geislingen   | Studentin (BWL), Industriekauffrau                                   |                                     |                                     |                                     |                                     |                                     |                                     |                                     |                                     |
| Viola Kraus        | 26                | München      | Friseurmeisterin, Miss München                                       |                                     |                                     |                                     |                                     |                                     |                                     |                                     |                                     |
| Kattia Vides       | 28                | Kassel       | Dolmetscherin                                                        |                                     |                                     |                                     |                                     |                                     |                                     |                                     |                                     |
| Inci Sencer        | 23                | Auenwald     | Verkäuferin im Telekommunikationsbereich, Sport- und Fitnesskauffrau |                                     |                                     |                                     |                                     |                                     |                                     |                                     |                                     |
| Cara Suckert       | 23                | Ludwigshafen | Studentin (Betriebswirtschaftslehre)                                 |                                     |                                     |                                     |                                     |                                     |                                     |                                     |                                     |
| Janika Jäcke       | 28                | Hamburg      | Veranstaltungskauffrau                                               |                                     |                                     |                                     |                                     |                                     |                                     |                                     |                                     |
| Julia Friess       | 27                | Regensburg   | Musicaldarstellerin                                                  |                                     |                                     |                                     |                                     |                                     |                                     |                                     |                                     |
| Sabrina Neumann    | 30                | Panketal     | Account Analyst                                                      |                                     |                                     |                                     |                                     |                                     |                                     |                                     |                                     |
| Aleša Mušič        | 24                | München      | Studentin (Public Management)                                        |                                     |                                     |                                     |                                     |                                     |                                     |                                     |                                     |
| Silvana Joppich    | 33                | Berlin       | Automobilverkäuferin                                                 |                                     |                                     |                                     |                                     |                                     |                                     |                                     |                                     |
| Tina Schützler     | 26                | Düsseldorf   | Immobilienmaklerin, -kauffrau                                        |                                     |                                     |                                     |                                     |                                     |                                     |                                     |                                     |
| Anna Henkel        | 24                | Magdeburg    | Studentin (Betriebswirtschaftslehre)                                 |                                     |                                     |                                     |                                     |                                     |                                     |                                     |                                     |
| Caroline Leideritz | 28                | Chemnitz     | Sozialversicherungsfachangestellte                                   |                                     |                                     |                                     |                                     |                                     |                                     |                                     |                                     |
| Fabienne Gierke    | 25                | Langenhagen  | Kosmetikerin, Playboy-Model                                          |                                     |                                     |                                     |                                     |                                     |                                     |                                     |                                     |
| Jana Wagner        | 25                | Mengen       | Erzieherin                                                           |                                     |                                     |                                     |                                     |                                     |                                     |                                     |                                     |
| Julia Prokopy      | 21                | Dormitz      | Flugbegleiterin, Miss Nürnberg                                       |                                     |                                     |                                     |                                     |                                     |                                     |                                     |                                     |
| Tina Bub           | 23                | Witten       | Visagistin, Tänzerin                                                 |                                     |                                     |                                     |                                     |                                     |                                     |                                     |                                     |
| Chloé W.           | 22                | Heidelberg   | Verkäuferin                                                          |                                     |                                     |                                     |                                     |                                     |                                     |                                     |                                     |
| Evelyn Burdecki    | 28                | Düsseldorf   | Kellnerin                                                            |                                     |                                     |                                     |                                     |                                     |                                     |                                     |                                     |
| Lisa-Marie Sauer   | 22                | Eisleben     | Studentin (Management), Stewardess                                   |                                     |                                     |                                     |                                     |                                     |                                     |                                     |                                     |
| Susanna Strohmaier | 27                | Hamburg      | Tanzcoach                                                            |                                     |                                     |                                     |                                     |                                     |                                     |                                     |                                     |

- Die Kandidatin erhielt eine Rose.
- Die Kandidatin erhielt keine Rose und schied aus.

### Staffel 8
Vom 10. Januar bis zum 7. März 2018 suchte der Immobilienmakler Daniel Völz aus Sarasota, Florida, in Miami nach seiner Traumfrau. Der 32-jährige Junggeselle arbeitete zu dieser Zeit für das Auktionshaus Sotheby’s. Studiert hat er an der Loyola University New Orleans, mit einem Abschluss in Betriebswirtschaft und Management. Seine Mutter ist die Schauspielerin und Synchronsprecherin Rebecca Völz, sein Großvater und sein Onkel, Wolfgang Völz und Benjamin Völz, haben ebenfalls deren Beruf. Zum ersten Mal nach Beginn einer Staffel kamen in Folge 3 zwei neue Kandidatinnen unangekündigt dazu. In Folge 5 bekam Völz von der Kandidatin Yeliz Koç, die er zuvor geküsst, aber nicht mit einer Rose bedacht hatte, eine Ohrfeige. In Folge 7 verabschiedete sich der Bachelor vor den vier „Homedates“ von einer Kandidatin. Die drei „Dreamdates“ in Folge 8 fanden in Vietnam statt. In Folge 9 lernte Rebecca Völz die letzten beiden Kandidatinnen kennen, ehe der Bachelor die letzte Rose an Kristina Yantsen überreichte, die in der ersten Folge äußerte, aussteigen zu wollen. Beim Aufeinandertreffen in der Aftershow Nach der letzten Rose unter der Moderation von Frauke Ludowig mit acht der in den Folgen 4 bis 9 ausgeschiedenen Bewerberinnen gaben Völz und Yantsen an, noch ein Paar zu sein. Zwei Monate später gaben sie ihre Trennung bekannt.
| Kandidatin, Alter      | Kandidatin, Alter | Wohnort            | Beruf, Anmerkungen                                                                                 | Verbleib nach der „Nacht der Rosen“ | Verbleib nach der „Nacht der Rosen“ | Verbleib nach der „Nacht der Rosen“ | Verbleib nach der „Nacht der Rosen“ | Verbleib nach der „Nacht der Rosen“ | Verbleib nach der „Nacht der Rosen“ | Verbleib nach der „Nacht der Rosen“ | Verbleib nach der „Nacht der Rosen“ | Verbleib nach der „Nacht der Rosen“ |
| Kandidatin, Alter      | Kandidatin, Alter | Wohnort            | Beruf, Anmerkungen                                                                                 | 1                                   | 2                                   | 3                                   | 4                                   | 5                                   | 6                                   | 7                                   | 8                                   | 9                                   |
| ---------------------- | ----------------- | ------------------ | -------------------------------------------------------------------------------------------------- | ----------------------------------- | ----------------------------------- | ----------------------------------- | ----------------------------------- | ----------------------------------- | ----------------------------------- | ----------------------------------- | ----------------------------------- | ----------------------------------- |
| Kristina Yantsen       | 24                | Essen              | Model, Gogo-Tänzerin, holt das Abitur nach, kam mit 14 aus Kasachstan nach Deutschland             |                                     |                                     |                                     |                                     |                                     |                                     |                                     |                                     |                                     |
| Svenja von Wrese       | 22                | Mörfelden-Walldorf | Make-up-Artist, Teilnehmerin bei Wild Island – Das pure Überleben, Playboy-Model                   |                                     |                                     |                                     |                                     |                                     |                                     |                                     |                                     |                                     |
| Carina Spack           | 21                | Recklinghausen     | Industriekauffrau, Kellnerin                                                                       |                                     |                                     |                                     |                                     |                                     |                                     |                                     |                                     |                                     |
| Janine Christin Wallat | 22                | Norderstedt        | Friseurin                                                                                          |                                     |                                     |                                     |                                     |                                     |                                     |                                     |                                     |                                     |
| Jessica Neufeld        | 23                | Hameln             | Studentin (Medienwissenschaften), YouTuberin (Jessi Cooper) (Fashion & Lifestyle)                  |                                     |                                     |                                     |                                     |                                     |                                     |                                     |                                     |                                     |
| Samira Klampfl         | 23                | München            | Barkeeperin, Handelsfachwirtin, türkischer Vater                                                   |                                     |                                     |                                     |                                     |                                     |                                     |                                     |                                     |                                     |
| Maxime Herbord         | 23                | Herzogenrath       | Studentin (Kommunikationsdesign), niederländische Wurzeln                                          |                                     |                                     |                                     |                                     |                                     |                                     |                                     |                                     |                                     |
| Janina Weschta         | 24                | München            | Fitnesstrainerin, Miss Bayern 2016                                                                 |                                     |                                     |                                     |                                     |                                     |                                     |                                     |                                     |                                     |
| Nadine Klein           | 32                | Berlin             | Studentin (Kultur- und Medienmanagement)                                                           |                                     |                                     |                                     |                                     |                                     |                                     |                                     |                                     |                                     |
| Yeliz Koç              | 24                | Hannover           | Kosmetikerin, Visagistin, Schwester von Filiz Koç                                                  |                                     |                                     |                                     |                                     |                                     |                                     |                                     |                                     |                                     |
| Janina Céline Jahn     | 23                | Hamburg            | Messehostess                                                                                       |                                     |                                     |                                     |                                     |                                     |                                     |                                     |                                     |                                     |
| Lina Kolodochka        | 23                | Hannover           | Studentin (Betriebswirtschaftslehre), Model, ukrainische Wurzeln                                   |                                     |                                     |                                     |                                     |                                     |                                     |                                     |                                     |                                     |
| Meike Emonts           | 26                | Köln               | Gesundheits- und Krankenpflegerin, Studentin (Management im Gesundheitswesen)                      |                                     |                                     |                                     |                                     |                                     |                                     |                                     |                                     |                                     |
| Michelle Schellhaas    | 22                | Griesheim          | Bürokauffrau, Freiwilliges Soziales Jahr in einer Behinderteneinrichtung für Kinder, Gardetänzerin |                                     |                                     |                                     |                                     |                                     |                                     |                                     |                                     |                                     |
| Christina Braun        | 28                | Koblenz            | Model, Playmate September 2017                                                                     |                                     |                                     |                                     |                                     |                                     |                                     |                                     |                                     |                                     |
| Janet Antas            | 23                | Minden             | Altenpflegerin, Kellnerin                                                                          |                                     |                                     |                                     |                                     |                                     |                                     |                                     |                                     |                                     |
| Roxana Papadie         | 26                | Köln               | Zugbegleiterin im ICE, Fotomodel, Rumänin                                                          |                                     |                                     |                                     |                                     |                                     |                                     |                                     |                                     |                                     |
| Alina Ochs             | 22                | Löningen           | Zahnmedizinische Fachangestellte                                                                   |                                     |                                     |                                     |                                     |                                     |                                     |                                     |                                     |                                     |
| Claudia Dech           | 27                | Köln               | IT-Projektmanagerin                                                                                |                                     |                                     |                                     |                                     |                                     |                                     |                                     |                                     |                                     |
| Clarissa               | 21                | Rastatt            | Verwaltungswirtin                                                                                  |                                     |                                     |                                     |                                     |                                     |                                     |                                     |                                     |                                     |
| Amelie Sperlich        | 22                | München            | Studentin (Lehramt – Katholische Religionslehre, Deutsch), Bloggerin (Fashion, Beauty & Lifestyle) |                                     |                                     |                                     |                                     |                                     |                                     |                                     |                                     |                                     |
| Angie Teubner          | 25                | München            | Medizinische Fachwirtin                                                                            |                                     |                                     |                                     |                                     |                                     |                                     |                                     |                                     |                                     |
| Lisa Rautenberg        | 23                | Dortmund           | Make-up-Artist bei Kosmetikunternehmen                                                             |                                     |                                     |                                     |                                     |                                     |                                     |                                     |                                     |                                     |
| Luisa                  | 24                | Hannover           | Messehostess                                                                                       |                                     |                                     |                                     |                                     |                                     |                                     |                                     |                                     |                                     |

- Die Kandidatin erhielt eine Rose.
- Die Kandidatin erhielt keine Rose und schied aus.
- Die Kandidatin erhielt eine Rose in der „Nacht der Rosen“, lehnte diese jedoch ab.
- Die Kandidatin verließ die Sendung freiwillig.

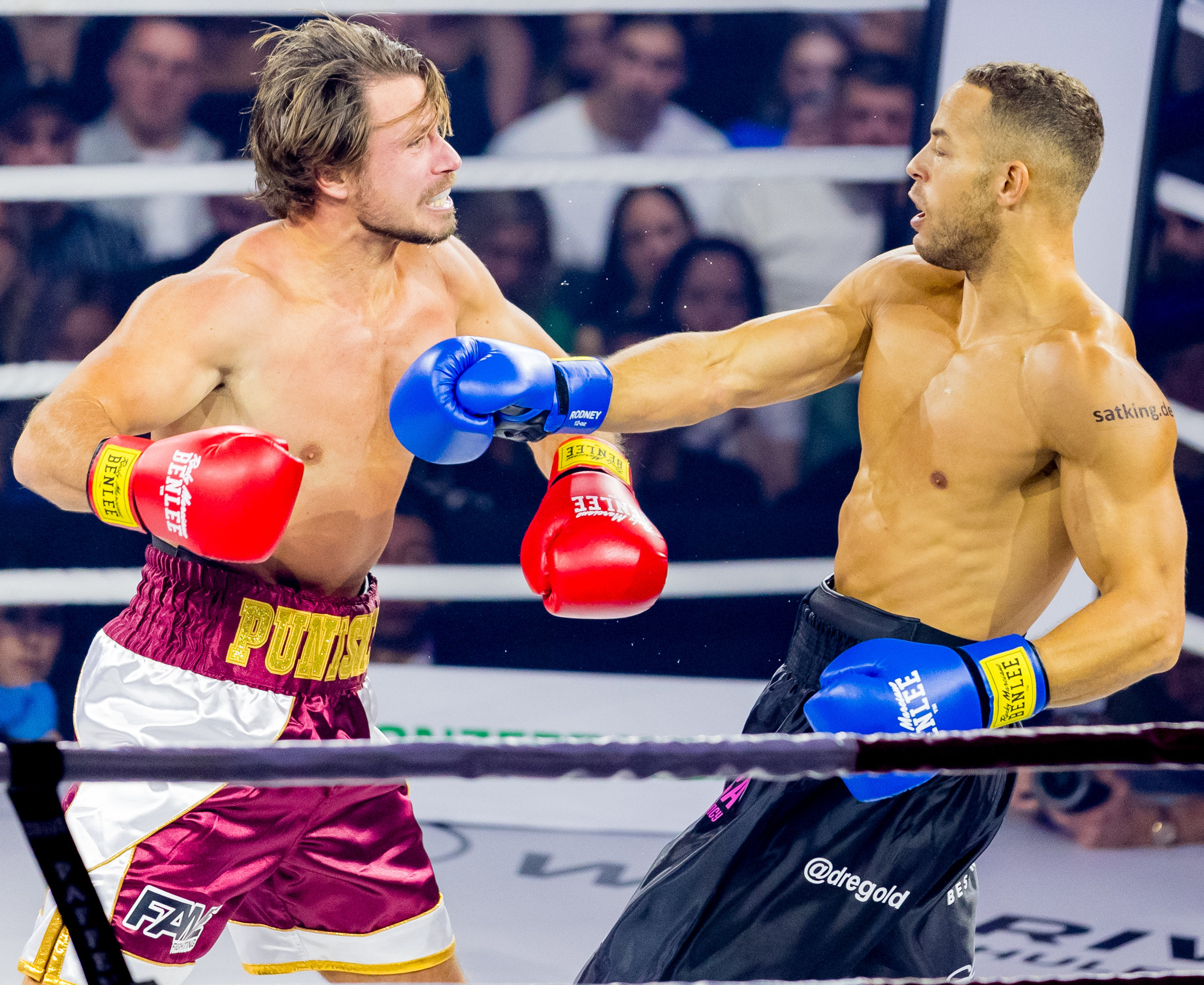
Andrej Mangold (rechts) im Boxkampf mit seinem Vorvorgänger Sebastian Pannek (2023)

### Staffel 9
Die neunte Staffel wurde vom 2. Januar bis zum 27. Februar 2019 ausgestrahlt. Bachelor war der Basketballspieler Andrej Mangold (31). Gedreht wurde erstmals in Mexiko, in Los Cabos. Erstmals wurden die Kandidatinnen seitens RTL mit Vor- und Nachnamen bekanntgegeben. Wie im Vorjahr gab es spätere Staffeleintritte: In Folge 2 und Folge 3 kamen zwei Rosenaspirantinnen hinzu. Nach zwei freiwilligen Ausstiegen in Folge 3 gab Mangold bekannt, dass jede der verbleibenden Frauen eine Rose erhält. In Folge 9 bekam Jennifer Lange die letzte Rose des Bachelors überreicht. In der Aftershow Nach der letzten Rose gaben Mangold und Lange an, ein Paar zu sein. Anfang April 2019 zog Lange zu Mangold nach Bonn. Am 15. November 2020 gaben Mangold und Lange über Instagram die Trennung bekannt.
| Kandidatin, Alter          | Kandidatin, Alter | Wohnort     | Beruf, Anmerkungen                                                                      | Verbleib nach der „Nacht der Rosen“ | Verbleib nach der „Nacht der Rosen“ | Verbleib nach der „Nacht der Rosen“ | Verbleib nach der „Nacht der Rosen“ | Verbleib nach der „Nacht der Rosen“ | Verbleib nach der „Nacht der Rosen“ | Verbleib nach der „Nacht der Rosen“ | Verbleib nach der „Nacht der Rosen“ | Verbleib nach der „Nacht der Rosen“ |
| Kandidatin, Alter          | Kandidatin, Alter | Wohnort     | Beruf, Anmerkungen                                                                      | 1                                   | 2                                   | 3                                   | 4                                   | 5                                   | 6                                   | 7                                   | 8                                   | 9                                   |
| -------------------------- | ----------------- | ----------- | --------------------------------------------------------------------------------------- | ----------------------------------- | ----------------------------------- | ----------------------------------- | ----------------------------------- | ----------------------------------- | ----------------------------------- | ----------------------------------- | ----------------------------------- | ----------------------------------- |
| Jennifer Lange             | 25                | Bremen      | Sport- und Gesundheitsmanagerin                                                         |                                     |                                     |                                     |                                     |                                     |                                     |                                     |                                     |                                     |
| Eva Benetatou              | 26                | Düsseldorf  | Flugbegleiterin                                                                         |                                     |                                     |                                     |                                     |                                     |                                     |                                     |                                     |                                     |
| Vanessa Prinz              | 26                | Ditzingen   | Accessoire-Designerin                                                                   |                                     |                                     |                                     |                                     |                                     |                                     |                                     |                                     |                                     |
| Stefanie Gebhardt          | 32                | Düsseldorf  | Unternehmerin                                                                           |                                     |                                     |                                     |                                     |                                     |                                     |                                     |                                     |                                     |
| Nathalia Goncalves Miranda | 25                | Halle       | Produktionsangestellte in Süßwarenfabrik, Model, Brasilianerin, Bild-Sommermädchen 2018 |                                     |                                     |                                     |                                     |                                     |                                     |                                     |                                     |                                     |
| Jade Übach                 | 24                | Köln        | Flugbegleiterin                                                                         |                                     |                                     |                                     |                                     |                                     |                                     |                                     |                                     |                                     |
| Claudia Gottwald           | 26                | Obergurig   | Flugbegleiterin                                                                         |                                     |                                     |                                     |                                     |                                     |                                     |                                     |                                     |                                     |
| Nadine Illa                | 30                | Dillingen   | Montiererin                                                                             |                                     |                                     |                                     |                                     |                                     |                                     |                                     |                                     |                                     |
| Ernestine Palmert          | 26                | München     | Studentin (International Management), Rumänin                                           |                                     |                                     |                                     |                                     |                                     |                                     |                                     |                                     |                                     |
| Christina Graß             | 30                | Hannover    | Pharmareferentin                                                                        |                                     |                                     |                                     |                                     |                                     |                                     |                                     |                                     |                                     |
| Cecilia Asoro              | 22                | Hamm        | Model, Kellnerin, nigerianischer Vater, deutsch-italienische Mutter                     |                                     |                                     |                                     |                                     |                                     |                                     |                                     |                                     |                                     |
| Kimberley Schulz           | 25                | Hamburg     | Kommunikationsdesignerin                                                                |                                     |                                     |                                     |                                     |                                     |                                     |                                     |                                     |                                     |
| Sina Raffert               | 28                | Hannover    | Studentin (LA Sport, Germanistik), Tanztrainerin                                        |                                     |                                     |                                     |                                     |                                     |                                     |                                     |                                     |                                     |
| Nathalie Zengin            | 26                | Kiel        | Mobilfunkbranche, türkische Wurzeln                                                     |                                     |                                     |                                     |                                     |                                     |                                     |                                     |                                     |                                     |
| Luisa Haimann              | 22                | Forchheim   | Serviceassistentin im Autohaus                                                          |                                     |                                     |                                     |                                     |                                     |                                     |                                     |                                     |                                     |
| Isabell Bernsee            | 28                | Burg        | Immobilienkauffrau, Playmate Juni 2015                                                  |                                     |                                     |                                     |                                     |                                     |                                     |                                     |                                     |                                     |
| Claudia Bergmann           | 31                | Dresden     | Fotografin                                                                              |                                     |                                     |                                     |                                     |                                     |                                     |                                     |                                     |                                     |
| Mariya Lazareva            | 27                | Stuttgart   | Kosmetologin, Ukrainerin                                                                |                                     |                                     |                                     |                                     |                                     |                                     |                                     |                                     |                                     |
| Lara Helmrich              | 27                | Berlin      | Kellnerin                                                                               |                                     |                                     |                                     |                                     |                                     |                                     |                                     |                                     |                                     |
| Jasmin Iacuzzo             | 25                | Düsseldorf  | Sekretärin und Kellnerin, italienische Wurzeln                                          |                                     |                                     |                                     |                                     |                                     |                                     |                                     |                                     |                                     |
| Julia Karbownik            | 26                | München     | Rezeptionistin, polnische Wurzeln                                                       |                                     |                                     |                                     |                                     |                                     |                                     |                                     |                                     |                                     |
| Karin Kufieta              | 21                | Schweinfurt | Make-up-Artist und Hairstylist                                                          |                                     |                                     |                                     |                                     |                                     |                                     |                                     |                                     |                                     |

- Die Kandidatin erhielt eine Rose.
- Die Kandidatin erhielt keine Rose und schied aus.
- Die Kandidatin erhielt eine Rose in der „Nacht der Rosen“, lehnte diese jedoch ab.
- Die Kandidatin nahm aus gesundheitlichen Gründen nicht an der „Nacht der Rosen“ teil und erhielt ihre Rose nachträglich in der nächsten Folge.
- Die Kandidatin verließ die Sendung freiwillig.
- Die Kandidatin schied bereits vor der „Nacht der Rosen“ aus.

### Staffel 10
Die zehnte Staffel wurde vom 8. Januar bis zum 4. März 2020 mit dem Kickbox-Weltmeister Sebastian Preuss als Bachelor ausgestrahlt, gedreht wurde erneut in Mexiko. Bereits beim Auftakt-Aufeinandertreffen vor der ersten „Nacht der Rosen“ wurde an drei der Liebesaspirantinnen die „Königin der Blumen“ überreicht. Nach den vier „Homedates“ und drei in Mexiko erlebten „Dreamdates“ (auf Cozumel, in Izamal und Celestun), entschied sich Preuss in der finalen „Nacht der Rosen“, als erster Bachelor die letzte Rose nicht zu vergeben. Er gab an, dass er in der letzten Rose ein Versprechen sehe, sich Weiteres mit der Auserwählten vorstellen zu können, was aber nicht der Fall gewesen wäre, da er keine Gefühle entwickelt hätte. Im Anschluss an die Staffel wurde in Folge 9 zusätzlich die Aftershow namens Nach der letzten Rose unter der Moderation von Frauke Ludowig ausgestrahlt. Am 11. März 2020 wurde ein Special unter dem Namen Der Bachelor – Das große Jubiläum ausgestrahlt.
| Diana Kaloev               | 22 | Köln          | Studentin (Journalismus)                                       |  |  |  |  |  |  |  |  |  |  |  |  |  |  |  |  |  |
| Wioleta Psiuk              | 28 | Münster       | Model, Endrundenteilnehmerin bei Germany’s Next Topmodel 2010  |  |  |  |  |  |  |  |  |  |  |  |  |  |  |  |  |  |
| Desiree Zurga              | 27 | München       | Marketing Managerin, Brasilianerin                             |  |  |  |  |  |  |  |  |  |  |  |  |  |  |  |  |  |
| Leah Marie Kruse           | 23 | Hamburg       | Studentin (Rechtswissenschaft)                                 |  |  |  |  |  |  |  |  |  |  |  |  |  |  |  |  |  |
| Natali Vrtkovska           | 24 | Coburg        | Schadenssachbearbeiterin, 2019 im DSDS-Recall                  |  |  |  |  |  |  |  |  |  |  |  |  |  |  |  |  |  |
| Jenny-Jasmin Krause-Wegner | 25 | Köln          | Zollbeamtin                                                    |  |  |  |  |  |  |  |  |  |  |  |  |  |  |  |  |  |
| Jenny Thiede               | 32 | Köln          | Tierpflegerin                                                  |  |  |  |  |  |  |  |  |  |  |  |  |  |  |  |  |  |
| Anna Mildenberger          | 27 | Leimen        | Restaurant- und Eventmanagerin, Wurzeln in Sri Lanka           |  |  |  |  |  |  |  |  |  |  |  |  |  |  |  |  |  |
| Vanessa Guida              | 27 | Freiburg      | Make-up-Artist                                                 |  |  |  |  |  |  |  |  |  |  |  |  |  |  |  |  |  |
| Denise-Jessica König       | 26 | München       | Tennistrainerin                                                |  |  |  |  |  |  |  |  |  |  |  |  |  |  |  |  |  |
| Linda Reschke              | 24 | Essen         | Studentin (Spanisch und Niederländisch), Model, Halbkenianerin |  |  |  |  |  |  |  |  |  |  |  |  |  |  |  |  |  |
| Birgit Schenkermayr        | 27 | Seitenstetten | Geschäftsführerin eines Start-Ups                              |  |  |  |  |  |  |  |  |  |  |  |  |  |  |  |  |  |
| Jenny-Fleur Kuiper         | 26 | Dortmund      | Bürokauffrau, deutsche und kamerunische Wurzeln                |  |  |  |  |  |  |  |  |  |  |  |  |  |  |  |  |  |
| Jessica Fiorini            | 23 | Zug           | Content Creator, Teilnehmerin bei Love Island                  |  |  |  |  |  |  |  |  |  |  |  |  |  |  |  |  |  |
| Judith Diaz Caballero      | 28 | Köln          | Dolmetscherin, Spanierin mit mexikanischen Wurzeln             |  |  |  |  |  |  |  |  |  |  |  |  |  |  |  |  |  |
| Jennifer Rath              | 24 | Köln          | Versicherungskauffrau                                          |  |  |  |  |  |  |  |  |  |  |  |  |  |  |  |  |  |
| Michele Stradomska         | 24 | München       | Kosmetikerin                                                   |  |  |  |  |  |  |  |  |  |  |  |  |  |  |  |  |  |
| Jenny Schneider            | 26 | Freiburg      | Wimpernstylistin                                               |  |  |  |  |  |  |  |  |  |  |  |  |  |  |  |  |  |
| Rebecca Elisa Hüttemann    | 26 | Gütersloh     | Make-up-Artist                                                 |  |  |  |  |  |  |  |  |  |  |  |  |  |  |  |  |  |
| Jessica Brauns             | 29 | Kassel        | Augenoptikermeisterin                                          |  |  |  |  |  |  |  |  |  |  |  |  |  |  |  |  |  |
| Isabelle Pallmann          | 28 | Ludwigshafen  | Studentin (Lehramt)                                            |  |  |  |  |  |  |  |  |  |  |  |  |  |  |  |  |  |
| Laureen Pallmann           | 28 | Ludwigshafen  | Studentin (Kommunikationswissenschaft)                         |  |  |  |  |  |  |  |  |  |  |  |  |  |  |  |  |  |

- Die Kandidatin erhielt eine Rose.
- Die Kandidatin erhielt keine Rose und schied aus.
- Die Kandidatin verließ die Sendung freiwillig.
- Die Kandidatin schied bereits vor der „Nacht der Rosen“ aus.

### Staffel 11
Die elfte Staffel wurde vom 20. Januar bis zum 17. März (Finale) bzw. 24. März 2021 (Aftershow) mit dem IT-Projektmanager Niko Griesert als Bachelor ausgestrahlt. Griesert ist 30 Jahre alt und kommt aus Osnabrück. Er hat eine neunjährige Tochter, die mit ihrer Mutter in den USA lebt. Aufgrund der Corona-Pandemie fand die Staffel in Deutschland statt. In der Aftershow wurde bekannt gegeben, dass Niko Griesert und die Gewinnerin Michelle Gwozdz kein Paar mehr sind. Wenige Wochen nach Ausstrahlung machten Niko Griesert und die Zweitplatzierte Michèle de Roos ihre Beziehung öffentlich, im August 2022 ihre Trennung.
| Kandidatin, Alter         | Kandidatin, Alter | Wohnort        | Beruf, Anmerkungen                                    | Verbleib nach der „Nacht der Rosen“ | Verbleib nach der „Nacht der Rosen“ | Verbleib nach der „Nacht der Rosen“ | Verbleib nach der „Nacht der Rosen“ | Verbleib nach der „Nacht der Rosen“ | Verbleib nach der „Nacht der Rosen“ | Verbleib nach der „Nacht der Rosen“ | Verbleib nach der „Nacht der Rosen“ | Verbleib nach der „Nacht der Rosen“ |
| Kandidatin, Alter         | Kandidatin, Alter | Wohnort        | Beruf, Anmerkungen                                    | 1                                   | 2                                   | 3                                   | 4                                   | 5                                   | 6                                   | 7                                   | 8                                   | 9                                   |
| ------------------------- | ----------------- | -------------- | ----------------------------------------------------- | ----------------------------------- | ----------------------------------- | ----------------------------------- | ----------------------------------- | ----------------------------------- | ----------------------------------- | ----------------------------------- | ----------------------------------- | ----------------------------------- |
| Michelle „Mimi“ Gwozdz    | 26                | Pfungstadt     | Bürokauffrau                                          |                                     |                                     |                                     |                                     |                                     |                                     |                                     |                                     |                                     |
| Michèle de Roos           | 27                | Köln           | Immobilienfachwirtin                                  |                                     |                                     |                                     |                                     |                                     |                                     |                                     |                                     |                                     |
| Stephie Stark             | 25                | Olching        | Store Managerin                                       |                                     |                                     |                                     |                                     |                                     |                                     |                                     |                                     |                                     |
| Linda-Caroline Nobat      | 25                | Hanau          | Studentin (Rechtswissenschaft), Model                 |                                     |                                     |                                     |                                     |                                     |                                     |                                     |                                     |                                     |
| Hannah Kerschbaumer       | 28                | Berlin         | Unternehmerin                                         |                                     |                                     |                                     |                                     |                                     |                                     |                                     |                                     |                                     |
| Karina Wagner             | 24                | Hamburg        | Kosmetikerin                                          |                                     |                                     |                                     |                                     |                                     |                                     |                                     |                                     |                                     |
| Esther Kobelt             | 22                | Hannover       | Studentin (Wirtschaftswissenschaften)                 |                                     |                                     |                                     |                                     |                                     |                                     |                                     |                                     |                                     |
| Jacqueline Bikmaz         | 32                | Hannover       | Bankkauffrau                                          |                                     |                                     |                                     |                                     |                                     |                                     |                                     |                                     |                                     |
| Jacqueline Siegle         | 23                | Göppingen      | Kosmetikerin                                          |                                     |                                     |                                     |                                     |                                     |                                     |                                     |                                     |                                     |
| Denise Hersing            | 24                | Braunschweig   | Flugbegleiterin                                       |                                     |                                     |                                     |                                     |                                     |                                     |                                     |                                     |                                     |
| Laura Stella Bühre        | 21                | Hamburg        | Studentin (Psychologie)                               |                                     |                                     |                                     |                                     |                                     |                                     |                                     |                                     |                                     |
| Anna Corcelli             | 30                | Heidelberg     | Flugbegleiterin                                       |                                     |                                     |                                     |                                     |                                     |                                     |                                     |                                     |                                     |
| Debora Goulart            | 24                | Berlin         | Tänzerin, Model                                       |                                     |                                     |                                     |                                     |                                     |                                     |                                     |                                     |                                     |
| Kim Virginia Hartung      | 25                | Mannheim       | Office-Managerin, Flugbegleiterin                     |                                     |                                     |                                     |                                     |                                     |                                     |                                     |                                     |                                     |
| Kim-Denise Lang           | 23                | Göppingen      | Fachwirtin für Versicherung und Finanzen              |                                     |                                     |                                     |                                     |                                     |                                     |                                     |                                     |                                     |
| Melissa Lindner           | 27                | Hahnbach       | Bankfilialleiterin                                    |                                     |                                     |                                     |                                     |                                     |                                     |                                     |                                     |                                     |
| Nina Röber                | 20                | Pirna          | Studentin (Sprach-, Literatur-, Kulturwissenschaften) |                                     |                                     |                                     |                                     |                                     |                                     |                                     |                                     |                                     |
| Nora Lob                  | 31                | Leipzig        | Unternehmerin                                         |                                     |                                     |                                     |                                     |                                     |                                     |                                     |                                     |                                     |
| Maria Chatzinikolau       | 25                | Recklinghausen | Studentin (Sprachwissenschaften)                      |                                     |                                     |                                     |                                     |                                     |                                     |                                     |                                     |                                     |
| Nadine Ackermann          | 24                | Tuttlingen     | Personalleiterin                                      |                                     |                                     |                                     |                                     |                                     |                                     |                                     |                                     |                                     |
| Stefanie Desiree Gheregas | 26                | München        | Operationstechnische Assistentin                      |                                     |                                     |                                     |                                     |                                     |                                     |                                     |                                     |                                     |
| Vivien Fabian-Offelmann   | 27                | Berlin         | Erzieherin                                            |                                     |                                     |                                     |                                     |                                     |                                     |                                     |                                     |                                     |

- Die Kandidatin erhielt eine Rose.
- Die Kandidatin erhielt keine Rose und schied aus.
- Die Kandidatin befand sich in Quarantäne und konnte daher nicht an der Folge teilnehmen.
- Die Kandidatin nahm aus gesundheitlichen Gründen nicht an der „Nacht der Rosen“ teil und erhielt ihre Rose nachträglich in der nächsten Folge.
- Die Kandidatin schied bereits vor der „Nacht der Rosen“ aus.

### Staffel 12
Die in Mexiko produzierte Staffel wurde vom 26. Januar bis zum 30. März 2022 ausgestrahlt. Bachelor war der 29-jährige IT-Spezialist Dominik Stuckmann mit Wohnsitzen in Frankfurt und auf Gran Canaria.
In Folge 2 gab es zwei Aussteigerinnen, in Folge 3 zwei Nachrückerinnen. In Folge 8 gab es einen Besuch der Mutter des Bachelors in Mexiko, die mit den verbliebenen fünf Kandidatinnen kurze Gespräche führte. Im Anschluss gab es eine erste „Nacht der Rosen“, nach folgenden vier Einzeldates die zweite. In Folge 9 sah man die „Dreamdates“, in denen der Bachelor mit den drei Letztverbliebenen im Heißluftballon, Helikopter oder Kleinflugzeug in die mexikanischen Lüfte aufstieg. In der letzten Folge teilte der Bachelor der Finalistin Jana-Maria Herz mit, stärkere Gefühle für ihre Konkurrentin Anna Rossow zu haben, der er unter Feuerwerk die letzte Rose überreichte. In der anschließenden Aftershow waren die drei Letztverbliebenen, die beiden Sechstplatzierten sowie die zehntplatzierte Christina Aurora anwesend. Herz erklärte Frauke Ludowig, sich schnell wieder „entliebt“ zu haben; Stuckmann und seine Auserwählte gaben an, ein Paar zu sein und sich eine gemeinsame Wohnung in Frankfurt einzurichten.
| Kandidatin, Alter    | Kandidatin, Alter | Wohnort      | Beruf, Anmerkungen                  | Verbleib nach der „Nacht der Rosen“ | Verbleib nach der „Nacht der Rosen“ | Verbleib nach der „Nacht der Rosen“ | Verbleib nach der „Nacht der Rosen“ | Verbleib nach der „Nacht der Rosen“ | Verbleib nach der „Nacht der Rosen“ | Verbleib nach der „Nacht der Rosen“ | Verbleib nach der „Nacht der Rosen“ | Verbleib nach der „Nacht der Rosen“ | Verbleib nach der „Nacht der Rosen“ |
| Kandidatin, Alter    | Kandidatin, Alter | Wohnort      | Beruf, Anmerkungen                  | 1                                   | 2                                   | 3                                   | 4                                   | 5                                   | 6                                   | 7                                   | 8                                   | 9                                   | 10                                  |
| -------------------- | ----------------- | ------------ | ----------------------------------- | ----------------------------------- | ----------------------------------- | ----------------------------------- | ----------------------------------- | ----------------------------------- | ----------------------------------- | ----------------------------------- | ----------------------------------- | ----------------------------------- | ----------------------------------- |
| Anna Rossow          | 33                | Hamburg      | Angestellte im öffentlichen Dienst  |                                     |                                     |                                     |                                     |                                     |                                     |                                     |                                     |                                     |                                     |
| Jana-Maria Herz      | 29                | Marbella     | Unternehmerin                       |                                     |                                     |                                     |                                     |                                     |                                     |                                     |                                     |                                     |                                     |
| Nele Wüstenberg      | 28                | Hamburg      | Influencerin, Unternehmerin         |                                     |                                     |                                     |                                     |                                     |                                     |                                     |                                     |                                     |                                     |
| Christina Nicolardi  | 27                | München      | Key-Account-Managerin               |                                     |                                     |                                     |                                     |                                     |                                     |                                     | 2.                                  |                                     |                                     |
| Chiara Fröhlich      | 23                | Köln         | Make-up- und Hairstylistin          |                                     |                                     |                                     |                                     |                                     |                                     |                                     | 1.                                  |                                     |                                     |
| Emily von Strasser   | 23                | Klagenfurt   | Fitnesstrainerin                    |                                     |                                     |                                     |                                     |                                     |                                     |                                     |                                     |                                     |                                     |
| Franziska Temme      | 26                | Kassel       | Erzieherin                          |                                     |                                     |                                     |                                     |                                     |                                     |                                     |                                     |                                     |                                     |
| Lara Honner          | 23                | Memmingen    | Studentin (Tourismusmanagement)     |                                     |                                     |                                     |                                     |                                     |                                     |                                     |                                     |                                     |                                     |
| Yasmin Vogt          | 23                | Fürth        | Duale Studentin (Bank)              |                                     |                                     |                                     |                                     |                                     |                                     |                                     |                                     |                                     |                                     |
| Chiara Madonna       | 24                | Hamburg      | Kauffrau für Tourismus und Freizeit |                                     |                                     |                                     |                                     |                                     |                                     |                                     |                                     |                                     |                                     |
| Christina Aurora     | 30                | München      | Fotografin                          |                                     |                                     |                                     |                                     |                                     |                                     |                                     |                                     |                                     |                                     |
| Valeria Pérez Cortés | 22                | Ludwigsfelde | Studentin (International Business)  |                                     |                                     |                                     |                                     |                                     |                                     |                                     |                                     |                                     |                                     |
| Bobette Landu        | 26                | München      | Bürokauffrau, Model                 |                                     |                                     |                                     |                                     |                                     |                                     |                                     |                                     |                                     |                                     |
| Susanna Bouchain     | 27                | Hamburg      | Social-Media-Managerin              |                                     |                                     |                                     |                                     |                                     |                                     |                                     |                                     |                                     |                                     |
| Christina Rusch      | 23                | Hermersberg  | Sport- und Fitnesskauffrau          |                                     |                                     |                                     |                                     |                                     |                                     |                                     |                                     |                                     |                                     |
| Josephine Fischer    | 25                | Rehren       | Marketingmanagerin                  |                                     |                                     |                                     |                                     |                                     |                                     |                                     |                                     |                                     |                                     |
| Natalie Dlabolova    | 24                | Erlangen     | Teamassistentin                     |                                     |                                     |                                     |                                     |                                     |                                     |                                     |                                     |                                     |                                     |
| Claudia Leitner      | 24                | Klagenfurt   | Ordinationsassistentin              |                                     |                                     |                                     |                                     |                                     |                                     |                                     |                                     |                                     |                                     |
| Giannina Parilla     | 22                | Viersen      | Duale Studentin (Bank)              |                                     |                                     |                                     |                                     |                                     |                                     |                                     |                                     |                                     |                                     |
| Irina Zeiser         | 29                | Leipzig      | Fotografin und Beauty-Stylistin     |                                     |                                     |                                     |                                     |                                     |                                     |                                     |                                     |                                     |                                     |
| Vivian Boesveld      | 28                | Moers        | Model                               |                                     |                                     |                                     |                                     |                                     |                                     |                                     |                                     |                                     |                                     |
| Jenny Cheong         | 22                | Dortmund     | Zugbegleiterin                      |                                     |                                     |                                     |                                     |                                     |                                     |                                     |                                     |                                     |                                     |
| Bella Otyakovskiy    | 24                | Kiel         | Auszubildende (Industriekauffrau)   |                                     |                                     |                                     |                                     |                                     |                                     |                                     |                                     |                                     |                                     |
| Elina Schuster       | 25                | Bad Rappenau | Kauffrau für Büromanagement         |                                     |                                     |                                     |                                     |                                     |                                     |                                     |                                     |                                     |                                     |

- Die Kandidatin erhielt eine Rose.
- Die Kandidatin erhielt keine Rose und schied aus. (1. und 2.: Zwei „Nächte der Rosen“ in einer Folge)
- Die Kandidatin verließ die Sendung freiwillig.
- Die Kandidatin nahm aus gesundheitlichen Gründen nicht an der „Nacht der Rosen“ teil und erhielt eine Rose.

### Staffel 13
Bachelor der vom 1. März bis zum 10. Mai 2023 ausgestrahlten 13. Staffel war der 32-jährige Influencer und Model David Jackson. Der Halb-US-Amerikaner wohnt abwechselnd in seiner Geburtsstadt Stuttgart sowie in Dubai. Die Villen der Kandidatinnen und des Bachelors lagen in Puerto Escondido im Bundesstaat Oaxaca im Süden Mexikos. An vier Plätzen im über 7.000 km entfernten Rio de Janeiro verbrachte Jackson in Folge 9 die „Dreamdates“ mit dem letzten Quartett der Rosenaspirantinnen. In Folge 10 in Deutschland lernte Jackson bei den „Homedates“ jeweils die beste Freundin sowie Schwester (Utzeri), Bruder (Mieschke) und Mutter und Stiefvater (Dülberg) der verbliebenen Kandidatinnen kennen. Anschließend stellte er das Trio seiner Mutter vor. Nach zwei weiteren Dates mit den Finalistinnen und gemeinsamen Übernachtungen entschied sich Jackson in Folge 11 für Utzeri. Im „großen Wiedersehen“ mit Jackson, dem letzten Kandidatinnentrio, den beiden Fünftplatzierten sowie der siebtplatzierten Lahouar gaben Jackson und Utzeri gegenüber Frauke Ludowig an, die Gefühle aus dem Format nicht in der Realität haben fortsetzen zu können. Anschließend gaben der Bachelor und die Zweitplatzierte Lisa Mieschke bekannt, ein Paar zu sein. Deren Trennung erfolgte im August 2024.
| Kandidatin, Alter             | Kandidatin, Alter | Wohnort                | Beruf, Anmerkungen | Verbleib nach der „Nacht der Rosen“ | Verbleib nach der „Nacht der Rosen“ | Verbleib nach der „Nacht der Rosen“ | Verbleib nach der „Nacht der Rosen“ | Verbleib nach der „Nacht der Rosen“ | Verbleib nach der „Nacht der Rosen“ | Verbleib nach der „Nacht der Rosen“ | Verbleib nach der „Nacht der Rosen“ | Verbleib nach der „Nacht der Rosen“ | Verbleib nach der „Nacht der Rosen“ | Verbleib nach der „Nacht der Rosen“ |
| Kandidatin, Alter             | Kandidatin, Alter | Wohnort                | Beruf, Anmerkungen | 1                                   | 2                                   | 3                                   | 4                                   | 5                                   | 6                                   | 7                                   | 8                                   | 9                                   | 10                                  | 11                                  |
| ----------------------------- | ----------------- | ---------------------- | --- | ----------------------------------- | ----------------------------------- | ----------------------------------- | ----------------------------------- | ----------------------------------- | ----------------------------------- | ----------------------------------- | ----------------------------------- | ----------------------------------- | ----------------------------------- | ----------------------------------- |
| Angelina „Utze“ Utzeri        | 28                | Albstadt, Lissabon     | Sales Executive, Teilnehmerin bei Take Me Out 2021                                                                          |                                     |                                     |                                     |                                     |                                     |                                     |                                     |                                     |                                     |                                     |                                     |
| Lisa Mieschke                 | 32                | Potsdam                | LKA-Beamtin |                                     |                                     |                                     |                                     |                                     |                                     |                                     |                                     |                                     |                                     |                                     |
| Chiara Dülberg                | 26                | München                | Journalistin |                                     |                                     |                                     |                                     |                                     |                                     |                                     |                                     |                                     |                                     |                                     |
| Henriette „Jetty“ Kibat-Koops | 25                | Hamburg                | Immobilienmaklerin |                                     |                                     |                                     |                                     |                                     |                                     |                                     |                                     |                                     |                                     |                                     |
| Alyssa Büttgen                | 36                | Lohr am Main, Kapstadt | Marketing Director |                                     |                                     |                                     |                                     |                                     |                                     |                                     |                                     |                                     |                                     |                                     |
| Rebecca Ries                  | 28                | Schwabhausen           | Personalverwalterin |                                     |                                     |                                     |                                     |                                     |                                     |                                     |                                     |                                     |                                     |                                     |
| Leyla Lahouar                 | 26                | Frankfurt              | Teilhabeassistentin an Grundschule, Betreiberin eines Onlineshops, Halbtunesierin, Teilnehmerin bei Ex on the Beach 2022    |                                     |                                     |                                     |                                     |                                     |                                     |                                     |                                     |                                     |                                     |                                     |
| Xenia Link                    | 30                | Hamburg                | Einzelhandelskauffrau, Halbkubanerin                                                                                        |                                     |                                     |                                     |                                     |                                     |                                     |                                     |                                     |                                     |                                     |                                     |
| Yolanda Lang                  | 26                | Hamburg                | Studentin (Business Administration), Urenkelin von Gerhard Lang, Halbghanaerin                                              |                                     |                                     |                                     |                                     |                                     |                                     |                                     |                                     |                                     |                                     |                                     |
| Colleen Schneider             | 27                | Köln                   | Influencerin, Psychologiestudium, Teilnehmerin bei The Mole – Wem kannst du trauen? und Mein Date, mein bester Freund & Ich |                                     |                                     |                                     |                                     |                                     |                                     |                                     |                                     |                                     |                                     |                                     |
| Giovanna Langhorst            | 27                | Oelde                  | Kauffrau für Versicherungen und Finanzen, Halbitalienerin                                                                   |                                     |                                     |                                     |                                     |                                     |                                     |                                     |                                     |                                     |                                     |                                     |
| Tamara „Tami“ Nehrbass        | 29                | Wörrstadt              | Fitnessökonomin |                                     |                                     |                                     |                                     |                                     |                                     |                                     |                                     |                                     |                                     |                                     |
| Jana Nickel                   | 27                | Bad Vilbel             | Medizinische Fachangestellte                                                                                                |                                     |                                     |                                     |                                     |                                     |                                     |                                     |                                     |                                     |                                     |                                     |
| Maike Ruten                   | 25                | Lingen (Ems)           | Studentin (Betriebswirtschaft und Management)                                                                               |                                     |                                     |                                     |                                     |                                     |                                     |                                     |                                     |                                     |                                     |                                     |
| Manina Schriever              | 30                | Köln                   | in Medienbranche tätig, Personal Trainerin, Halbnigerianerin                                                                |                                     |                                     |                                     |                                     |                                     |                                     |                                     |                                     |                                     |                                     |                                     |
| Fiona Bliedtner               | 27                | Hamburg                | Tänzerin, Physiotherapeutin für Hunde                                                                                       |                                     |                                     |                                     |                                     |                                     |                                     |                                     |                                     |                                     |                                     |                                     |
| Lisa Roth                     | 27                | Annweiler am Trifels   | Teamassistentin im Bereich Technologie in der Baumarkt-Branche                                                              |                                     |                                     |                                     |                                     |                                     |                                     |                                     |                                     |                                     |                                     |                                     |
| Pamela „Pam“ Ghazal           | 25                | Freiburg               | HR-Recruiterin, gebürtige Libanesin                                                                                         |                                     |                                     |                                     |                                     |                                     |                                     |                                     |                                     |                                     |                                     |                                     |
| Saskia V.                     | 29                | Münster                | Vertriebsassistentin |                                     |                                     |                                     |                                     |                                     |                                     |                                     |                                     |                                     |                                     |                                     |
| Danielle Hein                 | 28                | München                | Psychotherapeutin (für Kinder und Jugendliche) in Ausbildung                                                                |                                     |                                     |                                     |                                     |                                     |                                     |                                     |                                     |                                     |                                     |                                     |
| Dahwi Lim                     | 23                | Zürich                 | Krankenpflegerin, südkoreanische Wurzeln                                                                                    |                                     |                                     |                                     |                                     |                                     |                                     |                                     |                                     |                                     |                                     |                                     |
| Mariam Beshay                 | 30                | Wien                   | Marketing und Sales Managerin, Austro-Ägypterin                                                                             |                                     |                                     |                                     |                                     |                                     |                                     |                                     |                                     |                                     |                                     |                                     |
| Nevin                         | 30                | Köln                   | Kauffrau für Versicherungen und Finanzen                                                                                    |                                     |                                     |                                     |                                     |                                     |                                     |                                     |                                     |                                     |                                     |                                     |

- Die Kandidatin erhielt eine Rose.
- Die Kandidatin erhielt keine Rose und schied aus.
- Die Kandidatin verließ die Sendung freiwillig.

### Staffel 14 – Die Bachelors

2024
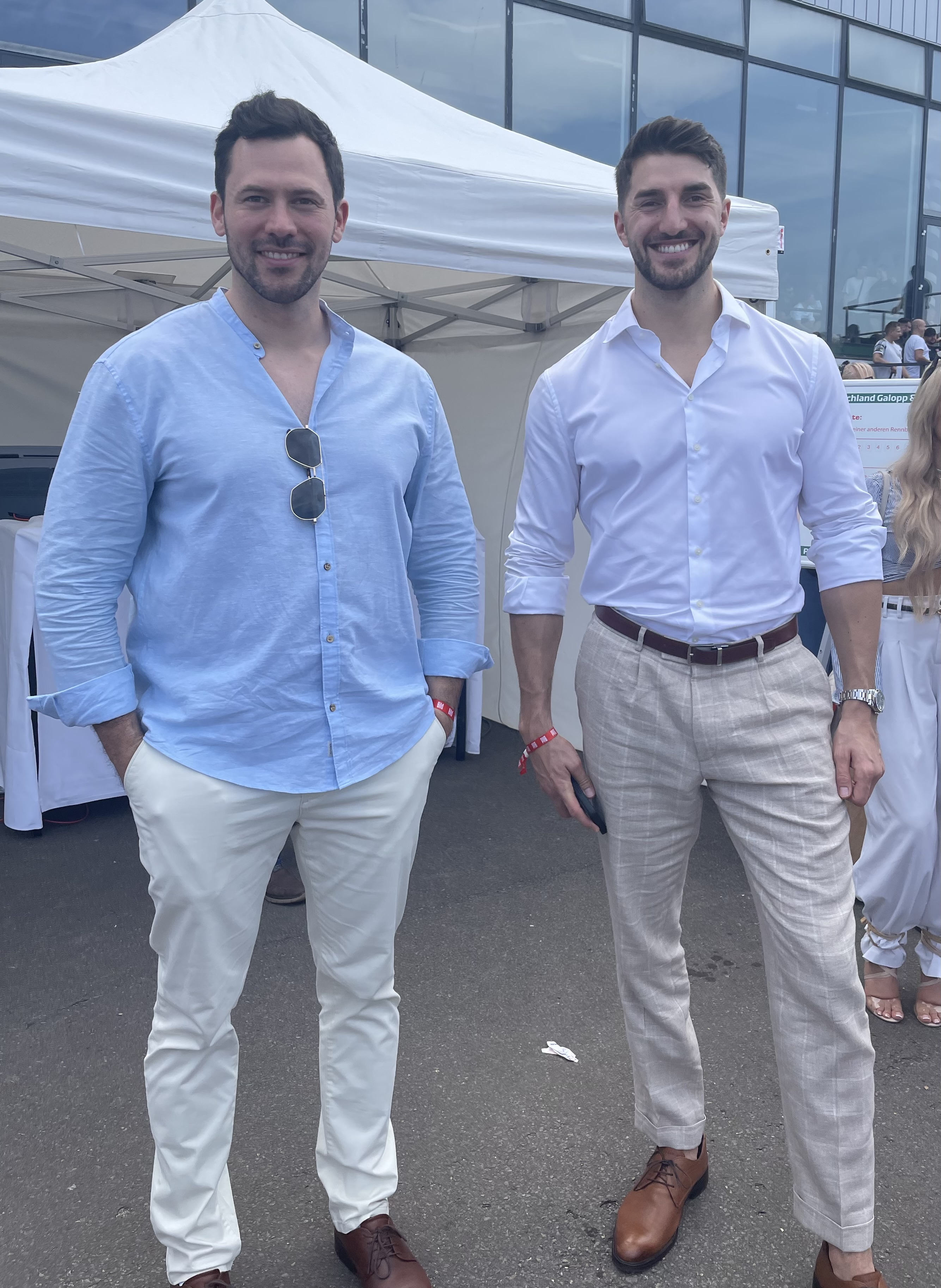
Sebastian Klaus Dennis Gries
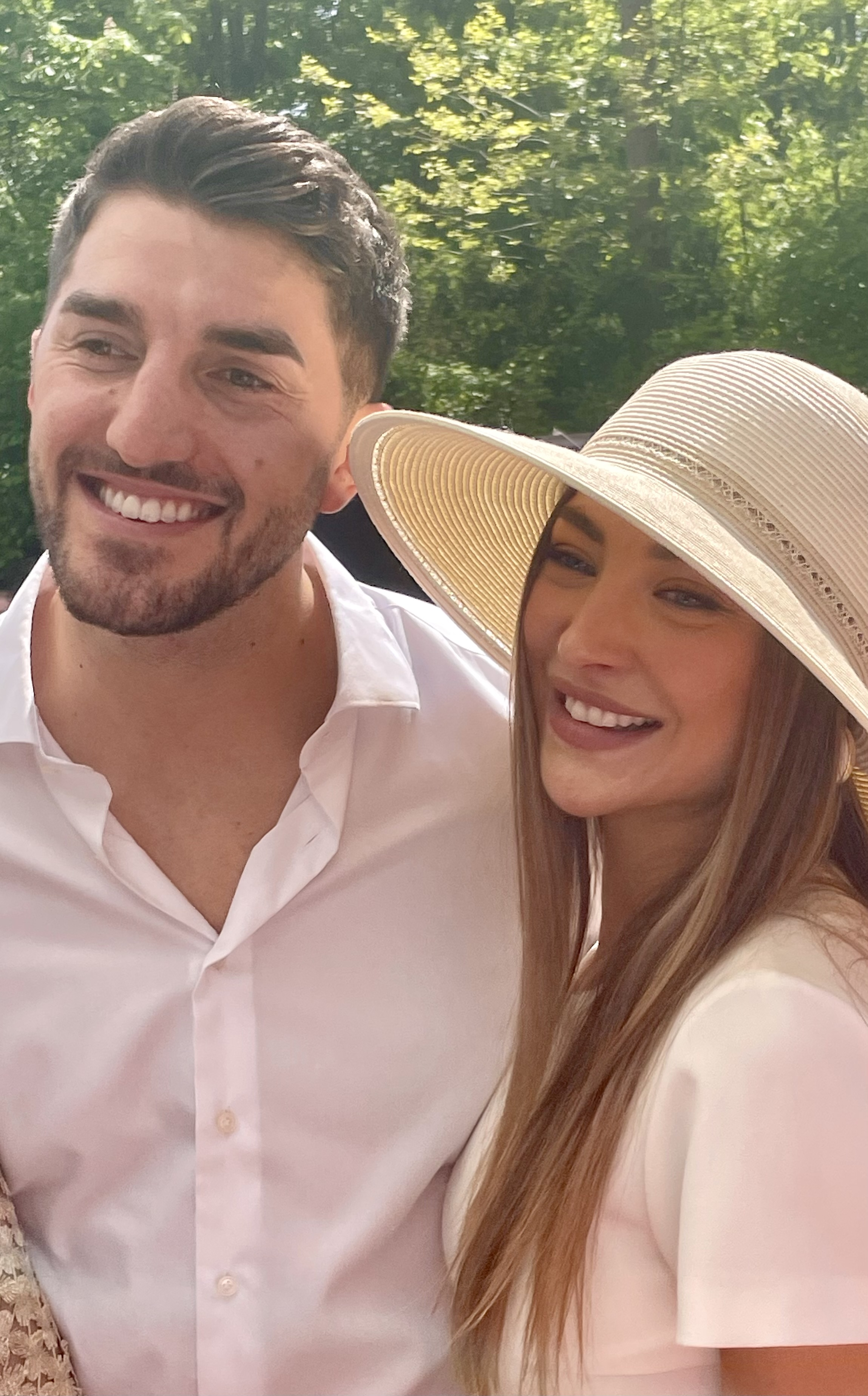
Dennis Gries Katja Geretschuchin

Am 4. Dezember 2023 kündigte RTL die 14. Staffel unter dem Namen Die Bachelors an. Im linearen TV liefen die Folgen vom 17. Januar bis 20. März 2024, jeweils eine Woche früher bei RTL+. Erstmalig traten zwei Junggesellen gleichzeitig auf: Dennis Gries, 30-jähriger Inhaber einer Fitness- und Wellnessanlage aus Kempten, und Sebastian Klaus, 35-jähriger Immobilienentwickler aus Hamburg. In Folge 1 hatte jeder von ihnen 15 Blind Dates. Gries traf die Kandidatinnen aus Österreich und überwiegend die aus dem Osten Deutschlands, nämlich aus Bayern und Berlin, Klaus überwiegend die Teilnehmerinnen aus Nordrhein-Westfalen und Baden-Württemberg. Nach jeweils 11 Rosenübergaben begegneten sich 22 Kandidatinnen und die Bachelors in Südafrika, wobei die Frauen vorab nicht vom doppelten Bachelor wussten. Eine Teilnehmerin erklärte sich noch in Folge 1 als vergeben und verließ die Show. In Folge 9 hatten die Bachelors jeweils drei „Dreamdates“ auf Madagaskar. In Folge 10 trafen sie in Köln auf ihre letzten beiden Favoritinnen und lernten auch deren Vater und Freundin (Hertlein), Vater und Schwester (Thümling), zwei Freundinnen (Geretschuchin) sowie Mutter und Freundin (Schulte) kennen. Zur 22-minütigen Gesprächsrunde „Nach der letzten Rose“ gesellten sich außer den sechs Protagonisten der letzten Folge die beiden Fünft- und Neuntplatzierten. Klaus’ Match mit Schulte zeigte sich nicht nachhaltig, Gries und Geretschuchin führten zum Ausstrahlungsende eine Fernbeziehung, in der jeder abwechselnd zwei Wochen beim anderen verbringt.
| Kandidatin, Alter               | Kandidatin, Alter | Wohnort              | Beruf, Anmerkungen                                                                                 | Verbleib nach der „Nacht der Rosen“ | Verbleib nach der „Nacht der Rosen“ | Verbleib nach der „Nacht der Rosen“ | Verbleib nach der „Nacht der Rosen“ | Verbleib nach der „Nacht der Rosen“ | Verbleib nach der „Nacht der Rosen“ | Verbleib nach der „Nacht der Rosen“ | Verbleib nach der „Nacht der Rosen“ | Verbleib nach der „Nacht der Rosen“ | Verbleib nach der „Nacht der Rosen“ | Verbleib nach der „Nacht der Rosen“ |
| Kandidatin, Alter               | Kandidatin, Alter | Wohnort              | Beruf, Anmerkungen                                                                                 | 1                                   | 2                                   | 3                                   | 4                                   | 5                                   | 6                                   | 7                                   | 8                                   | 9                                   | 10                                  |                                     |
| ------------------------------- | ----------------- | -------------------- | -------------------------------------------------------------------------------------------------- | ----------------------------------- | ----------------------------------- | ----------------------------------- | ----------------------------------- | ----------------------------------- | ----------------------------------- | ----------------------------------- | ----------------------------------- | ----------------------------------- | ----------------------------------- | ----------------------------------- |
| Katharina „Katja“ Geretschuchin | 28                | Düsseldorf           | Senior Consultant                                                                                  |                                     |                                     |                                     |                                     |                                     |                                     |                                     |                                     |                                     |                                     |                                     |
| Larissa Schulte                 | 30                | Siegburg             | Versicherungskauffrau                                                                              |                                     |                                     |                                     |                                     |                                     |                                     |                                     |                                     |                                     |                                     |                                     |
| Eva Thümling                    | 27                | Köln                 | Studentin (Architektur)                                                                            |                                     |                                     |                                     |                                     |                                     |                                     |                                     |                                     |                                     |                                     |                                     |
| Rebecca Hertlein                | 27                | Berlin               | Content Creator, Social Media Managerin                                                            |                                     |                                     |                                     |                                     |                                     |                                     |                                     |                                     |                                     |                                     |                                     |
| Kim Komnenić                    | 30                | Potsdam              | Content Creator, Teilnehmerin an Ninja Warrior Germany 2019                                        |                                     |                                     |                                     |                                     |                                     |                                     |                                     |                                     |                                     |                                     |                                     |
| Lissy Korac                     | 29                | Metzingen            | Lehrerin                                                                                           |                                     |                                     |                                     |                                     |                                     |                                     |                                     |                                     |                                     |                                     |                                     |
| Freya Stapperfenne              | 25                | Berlin               | Consultant                                                                                         |                                     |                                     |                                     |                                     |                                     |                                     |                                     |                                     |                                     |                                     |                                     |
| Nadia Gueli                     | 26                | Wuppertal            | Content-Managerin                                                                                  |                                     |                                     |                                     |                                     |                                     |                                     |                                     |                                     |                                     |                                     |                                     |
| Leonie                          | 28                | Köln                 | Brautstylistin                                                                                     |                                     |                                     |                                     |                                     |                                     |                                     |                                     |                                     |                                     |                                     |                                     |
| Lisa Glor                       | 28                | Berlin               | Groß- und Außenhandelskauffrau                                                                     |                                     |                                     |                                     |                                     |                                     |                                     |                                     |                                     |                                     |                                     |                                     |
| Jessica Bahn                    | 26                | Berlin               | Bankangestellte                                                                                    |                                     |                                     |                                     |                                     |                                     |                                     |                                     |                                     |                                     |                                     |                                     |
| Kim-Yva Herz                    | 29                | Marbella             | Inhaberin eines Schmuckladens, Personal Trainerin, Schwester von Jana-Maria Herz (Finalistin 2022) |                                     |                                     |                                     |                                     |                                     |                                     |                                     |                                     |                                     |                                     |                                     |
| Fabienne Schulte                | 32                | München              | Nachhaltigkeitsmanagerin                                                                           |                                     |                                     |                                     |                                     |                                     |                                     |                                     |                                     |                                     |                                     |                                     |
| Selin Bozkurt                   | 26                | Bad Laasphe          | Marketing-Managerin                                                                                |                                     |                                     |                                     |                                     |                                     |                                     |                                     |                                     |                                     |                                     |                                     |
| Laura S.                        | 23                | Köln                 | Yogalehrerin, Model                                                                                |                                     |                                     |                                     |                                     |                                     |                                     |                                     |                                     |                                     |                                     |                                     |
| Brenda Ayo                      | 26                | Wien                 | Auszubildende im Öffentlichen Dienst                                                               |                                     |                                     |                                     |                                     |                                     |                                     |                                     |                                     |                                     |                                     |                                     |
| Lavinia                         | 31                | Dortmund             | Zahnmedizinische Angestellte                                                                       |                                     |                                     |                                     |                                     |                                     |                                     |                                     |                                     |                                     |                                     |                                     |
| Annika Polay                    | 30                | Wien                 | Tourguide                                                                                          |                                     |                                     |                                     |                                     |                                     |                                     |                                     |                                     |                                     |                                     |                                     |
| Laura Boshe-Plois               | 27                | Ochtrup              | Automobilkauffrau                                                                                  |                                     |                                     |                                     |                                     |                                     |                                     |                                     |                                     |                                     |                                     |                                     |
| Bianca Hofmann                  | 23                | Nürnberg             | Kinderpflegerin                                                                                    |                                     |                                     |                                     |                                     |                                     |                                     |                                     |                                     |                                     |                                     |                                     |
| Laura Dall'Osteria              | 28                | Bietigheim-Bissingen | Reiseberaterin                                                                                     |                                     |                                     |                                     |                                     |                                     |                                     |                                     |                                     |                                     |                                     |                                     |
| Anna Lorenz                     | 27                | Eggolsheim           | Friseurin                                                                                          |                                     |                                     |                                     |                                     |                                     |                                     |                                     |                                     |                                     |                                     |                                     |
| Anna Wiemer                     | 30                | Hamm                 | Heilpädagogin                                                                                      |                                     |                                     |                                     |                                     |                                     |                                     |                                     |                                     |                                     |                                     |                                     |
| Gina Walser                     | 31                | Köln                 | Fitnesstrainerin                                                                                   |                                     |                                     |                                     |                                     |                                     |                                     |                                     |                                     |                                     |                                     |                                     |
| Ina                             | 28                | Erdmannhausen        | HR Business Partner                                                                                |                                     |                                     |                                     |                                     |                                     |                                     |                                     |                                     |                                     |                                     |                                     |
| Jennifer Koschyk                | 24                | Elmenhorst           | Studentin (Kommunikation & Eventmanagement)                                                        |                                     |                                     |                                     |                                     |                                     |                                     |                                     |                                     |                                     |                                     |                                     |
| Lisa W.                         | 35                | Achern               | Verkäuferin, gebürtige Kolumbianerin                                                               |                                     |                                     |                                     |                                     |                                     |                                     |                                     |                                     |                                     |                                     |                                     |
| Stephanie Bergwinkl             | 28                | Linz                 | Studentin (Zeitbasierte Medienkunst)                                                               |                                     |                                     |                                     |                                     |                                     |                                     |                                     |                                     |                                     |                                     |                                     |
| Vivien                          | 29                | Düsseldorf           | selbstständige Kosmetikerin                                                                        |                                     |                                     |                                     |                                     |                                     |                                     |                                     |                                     |                                     |                                     |                                     |
| Mina                            | 26                | Köln                 | Medizinische Fachangestellte                                                                       |                                     |                                     |                                     |                                     |                                     |                                     |                                     |                                     |                                     |                                     |                                     |

- Die Kandidatin erhielt eine Rose.
- Die Kandidatin erhielt keine Rose und schied aus.
- Die Kandidatin verließ die Sendung freiwillig.

### Golden Bachelor
Die elf Folgen der im März 2024 angekündigten Staffel waren ab 3. Dezember 2024 bis 4. Februar 2025 wöchentlich dienstags auf RTL+ neu zu sehen. Die lineare Ausstrahlung startete am Sonntag, dem 26. Januar 2025, auf dem Sendeplatz um 19:05 Uhr. Sie wurde nach der zweiten Episode eingestellt, da die Einschaltquoten weit hinter den Erwartungen der Sendeanstalt zurückblieben. Der 73-jährige Pensionär und Vater von zwei Söhnen Franz Stärk aus Damme – 2015 nach 25 Ehejahren geschieden – verteilte auf Kreta unter achtzehn Ü60-Teilnehmerinnen die Rosen.
| Kandidatin, Alter | Kandidatin, Alter | Wohnort             | Beruf, Anmerkungen                                                             | Verbleib nach der „Nacht der Rosen“ | Verbleib nach der „Nacht der Rosen“ | Verbleib nach der „Nacht der Rosen“ | Verbleib nach der „Nacht der Rosen“ | Verbleib nach der „Nacht der Rosen“ | Verbleib nach der „Nacht der Rosen“ | Verbleib nach der „Nacht der Rosen“ | Verbleib nach der „Nacht der Rosen“ | Verbleib nach der „Nacht der Rosen“ | Verbleib nach der „Nacht der Rosen“ | Verbleib nach der „Nacht der Rosen“ |
| Kandidatin, Alter | Kandidatin, Alter | Wohnort             | Beruf, Anmerkungen                                                             | 1                                   | 2                                   | 3                                   | 4                                   | 5                                   | 6                                   | 7                                   | 8                                   | 9                                   | 10                                  | 11                                  |
| ----------------- | ----------------- | ------------------- | ------------------------------------------------------------------------------ | ----------------------------------- | ----------------------------------- | ----------------------------------- | ----------------------------------- | ----------------------------------- | ----------------------------------- | ----------------------------------- | ----------------------------------- | ----------------------------------- | ----------------------------------- | ----------------------------------- |
| Sylvia            | 62                | Neuhausen/Spree     | selbständig im Bereich Service- und Bürodienstleistungen/Geothermie, 2 Töchter |                                     |                                     |                                     |                                     |                                     |                                     |                                     |                                     |                                     |                                     |                                     |
| Lise              | 60                | Wels                | Sekretärin in der Immobilienbranche, ledig, 1 Tochter, gebürtige Norwegerin    |                                     |                                     |                                     |                                     |                                     |                                     |                                     |                                     |                                     |                                     |                                     |
| Mercedes          | 61                | Erdmannhausen       | Kosmetikerin, geschieden, 1 Kind                                               |                                     |                                     |                                     |                                     |                                     |                                     |                                     |                                     |                                     |                                     |                                     |
| Kerstin           | 63                | Erfurt              | Nageldesignerin, 2 Ehen, geschieden, 2 Kinder                                  |                                     |                                     |                                     |                                     |                                     |                                     |                                     |                                     |                                     |                                     |                                     |
| Sabine Si.        | 62                | Troisdorf           | Museumspädagogin, geschieden, 3 Töchter                                        |                                     |                                     |                                     |                                     |                                     |                                     |                                     |                                     |                                     |                                     |                                     |
| Susanne           | 63                | Abstatt             | Heilpraktikerin, verwitwet, 3 Kinder                                           |                                     |                                     |                                     |                                     |                                     |                                     |                                     |                                     |                                     |                                     |                                     |
| Ute Sch.          | 60                | Berlin              | Krankenschwester, geschieden, 2 Töchter                                        |                                     |                                     |                                     |                                     |                                     |                                     |                                     |                                     |                                     |                                     |                                     |
| Simone            | 63                | Zug                 | in Modebranche tätig, Yogalehrerin, geschieden, 3 Ehen, 4 Söhne                |                                     |                                     |                                     |                                     |                                     |                                     |                                     |                                     |                                     |                                     |                                     |
| Britta            | 60                | Braunschweig        | Krankenkassenfachangestellte, geschieden, 1 Kind                               |                                     |                                     |                                     |                                     |                                     |                                     |                                     |                                     |                                     |                                     |                                     |
| Christiane        | 64                | Hamm                | Erzieherin, ledig, 2 Kinder                                                    |                                     |                                     |                                     |                                     |                                     |                                     |                                     |                                     |                                     |                                     |                                     |
| Christin          | 71                | München             | Vermögensverwalterin, geschieden, 3 Töchter                                    |                                     |                                     |                                     |                                     |                                     |                                     |                                     |                                     |                                     |                                     |                                     |
| Ute St.           | 60                | München             | Department Manager Beauty, geschieden, 1 Tochter                               |                                     |                                     |                                     |                                     |                                     |                                     |                                     |                                     |                                     |                                     |                                     |
| Birgit L.         | 67                | Timmendorfer Strand | Verkäuferin in Modeboutique, geschieden, 1 Kind                                |                                     |                                     |                                     |                                     |                                     |                                     |                                     |                                     |                                     |                                     |                                     |
| Bärbel            | 73                | München             | Rentnerin, 2 Ehen, getrennt, 2 Kinder                                          |                                     |                                     |                                     |                                     |                                     |                                     |                                     |                                     |                                     |                                     |                                     |
| Astrid            | 64                | Wiesbaden           | selbstständige Kauffrau für Büromanagement, 1 Sohn                             |                                     |                                     |                                     |                                     |                                     |                                     |                                     |                                     |                                     |                                     |                                     |
| Birgit T.         | 60                | Neukirchen-Vluyn    | Anwältin für Familienrecht, 1 Tochter                                          |                                     |                                     |                                     |                                     |                                     |                                     |                                     |                                     |                                     |                                     |                                     |
| Sabine St.        | 67                | Niederkrüchten      | Rentnerin, geschieden, keine Kinder                                            |                                     |                                     |                                     |                                     |                                     |                                     |                                     |                                     |                                     |                                     |                                     |
| Sonja             | 61                | Gelsenkirchen       | Flugbegleiterin, 2 Ehen, geschieden, 1 Sohn, 1 Tochter                         |                                     |                                     |                                     |                                     |                                     |                                     |                                     |                                     |                                     |                                     |                                     |

- Die Kandidatin erhielt eine Rose.
- Die Kandidatin erhielt keine Rose und schied aus.
- Die Kandidatin verließ die Sendung freiwillig.

_  In dieser Folge fand keine Rosenvergabe statt.

### Staffel 15 – Die Bachelors
In der 15. Staffel gibt es mit Martin Braun (35 Jahre, aus Troisdorf) und Felix Stein (32 Jahre, aus Berlin) wie zuletzt in der 14. Staffel erneut zwei Bachelors. Sie wurden von RTL über Social Media zur Teilnahme angeschrieben. Braun ist Versicherungs- und Finanzanlagefachmann, Vater zweier Töchter (6 und 8 Jahre) und von seiner Frau seit mehr als drei Jahren getrennt. Stein ist Fotograf, Social-Media-Host sowie Model und seit fünf Jahren Single. Er hat einen 5-jährigen Sohn, dessen Onkel der Fußballspieler Jérôme Boateng ist und die Mutter dessen Schwester Avelina. Insgesamt nehmen 26 Frauen an der Staffel teil. Gedreht wurde in Südafrika. Die erste Folge wurde am 11. Juni 2025 bei RTL+ und am 18. Juni 2025 bei RTL ausgestrahlt. Das Finale soll bei RTL am 27. August 2025 ausgestrahlt werden.
Bei seinen 15 Dates in Deutschland in Folge 1 übergab Braun 11 Rosen als Einladung nach Kapstadt. Stein hingegen hatte bei seinen Aufeinandertreffen seinen Bachelor-Status zu verheimlichen und trat bei 15 weiteren Kandidatinnen als Fotograf der Sendung auf, die erst in Kapstadt von seiner eigentlichen Rolle erfuhren.
| Kandidatin, Alter   | Kandidatin, Alter | Wohnort             | Beruf, Anmerkungen                                                                      | Verbleib nach der „Nacht der Rosen“ | Verbleib nach der „Nacht der Rosen“ | Verbleib nach der „Nacht der Rosen“ | Verbleib nach der „Nacht der Rosen“ | Verbleib nach der „Nacht der Rosen“ | Verbleib nach der „Nacht der Rosen“ | Verbleib nach der „Nacht der Rosen“ | Verbleib nach der „Nacht der Rosen“ | Verbleib nach der „Nacht der Rosen“ | Verbleib nach der „Nacht der Rosen“ |
| Kandidatin, Alter   | Kandidatin, Alter | Wohnort             | Beruf, Anmerkungen                                                                      | 1                                   | 2                                   | 3                                   | 4                                   | 5                                   | 6                                   | 7                                   | 8                                   | 9                                   | 10                                  |
| ------------------- | ----------------- | ------------------- | --------------------------------------------------------------------------------------- | ----------------------------------- | ----------------------------------- | ----------------------------------- | ----------------------------------- | ----------------------------------- | ----------------------------------- | ----------------------------------- | ----------------------------------- | ----------------------------------- | ----------------------------------- |
| Clara Heinrich      | 27                | Hamburg             | Eventkauffrau                                                                           |                                     |                                     |                                     |                                     |                                     |                                     |                                     |                                     |                                     |                                     |
| Seyma               | 31                | Schwäbisch Gmünd    | Fachreferentin                                                                          |                                     |                                     |                                     |                                     |                                     |                                     |                                     |                                     |                                     |                                     |
| Leonie Weller       | 26                | Ostfildern          | Speditionskauffrau, Inhaberin eines Onlineshops für selbstgehäkelte Handtaschen         |                                     |                                     |                                     |                                     |                                     |                                     |                                     |                                     |                                     |                                     |
| Viviane Tegtmaier   | 34                | Verden              | Operationstechnische Assistentin, gebürtige Brasilianerin, 4-jährige Tochter            |                                     |                                     |                                     |                                     |                                     |                                     |                                     |                                     |                                     |                                     |
| Lena                | 30                | Berlin              | Digital Sales Managerin                                                                 |                                     |                                     |                                     |                                     |                                     |                                     |                                     |                                     |                                     |                                     |
| Paulina Ristow      | 26                | Hamburg             | Engagement Managerin                                                                    |                                     |                                     |                                     |                                     |                                     |                                     |                                     |                                     |                                     |                                     |
| Linda               | 27                | Berlin              | Assistenz im Social Media Bereich                                                       |                                     |                                     |                                     |                                     |                                     |                                     |                                     |                                     |                                     |                                     |
| Viktoria Stryczek   | 26                | Sindelfingen        | Influencerin                                                                            |                                     |                                     |                                     |                                     |                                     |                                     |                                     |                                     |                                     |                                     |
| Ann-Kathrin Behrens | 35                | Mülheim an der Ruhr | PR-Beraterin                                                                            |                                     |                                     |                                     |                                     |                                     |                                     |                                     |                                     |                                     |                                     |
| Hannah              | 25                | Köln                | Studentin, Talent Managerin                                                             |                                     |                                     |                                     |                                     |                                     |                                     |                                     |                                     |                                     |                                     |
| Esra Uyan           | 28                | Düsseldorf          | Hochzeits- und Eventplanerin                                                            |                                     |                                     |                                     |                                     |                                     |                                     |                                     |                                     |                                     |                                     |
| Nadine H.           | 30                | Köln                | Social Media Projektmanagerin                                                           |                                     |                                     |                                     |                                     |                                     |                                     |                                     |                                     |                                     |                                     |
| Michelle            | 31                | Duisburg            | Supply Chain Managerin                                                                  |                                     |                                     |                                     |                                     |                                     |                                     |                                     |                                     |                                     |                                     |
| Corinna             | 27                | Offenbach am Main   | Personalentwicklerin                                                                    |                                     |                                     |                                     |                                     |                                     |                                     |                                     |                                     |                                     |                                     |
| Isabelle Temmann    | 31                | Düsseldorf          | Immobilienmaklerin                                                                      |                                     |                                     |                                     |                                     |                                     |                                     |                                     |                                     |                                     |                                     |
| Aylin               | 32                | München             | Inhaberin einer Kosmetik-Filiale                                                        |                                     |                                     |                                     |                                     |                                     |                                     |                                     |                                     |                                     |                                     |
| Natalie Bleicher    | 34                | Ingolstadt          | Hair & Make-up Artist                                                                   |                                     |                                     |                                     |                                     |                                     |                                     |                                     |                                     |                                     |                                     |
| Regina Gelt         | 29                | Düsseldorf          | Managerin in einer Schönheitspraxis, Female Embodiment Coach, Miss Westdeutschland 2024 |                                     |                                     |                                     |                                     |                                     |                                     |                                     |                                     |                                     |                                     |
| Louisa              | 31                | Brücken             | Direktionsbeauftragte im Versicherungswesen                                             |                                     |                                     |                                     |                                     |                                     |                                     |                                     |                                     |                                     |                                     |
| Mareike Köhler      | 31                | Düsseldorf          | Sport- und Gesundheitstrainerin                                                         |                                     |                                     |                                     |                                     |                                     |                                     |                                     |                                     |                                     |                                     |
| Sarah Köhler        | 36                | Berlin              | Kauffrau für Bürokommunikation                                                          |                                     |                                     |                                     |                                     |                                     |                                     |                                     |                                     |                                     |                                     |
| Theresa             | 32                | Graz                | Projektmanagerin                                                                        |                                     |                                     |                                     |                                     |                                     |                                     |                                     |                                     |                                     |                                     |
| Christina           | 28                | Köln                | Social Media Managerin, Stewardess, Studentin                                           |                                     |                                     |                                     |                                     |                                     |                                     |                                     |                                     |                                     |                                     |
| Lisann              | 30                | Halle an der Saale  | Lehramtsstudentin                                                                       |                                     |                                     |                                     |                                     |                                     |                                     |                                     |                                     |                                     |                                     |
| Nadine Meier        | 27                | Hamburg             | Wimpernstylistin                                                                        |                                     |                                     |                                     |                                     |                                     |                                     |                                     |                                     |                                     |                                     |
| Vanessa Zimmerer    | 31                | Regensburg          | Vermögens-Kundenberaterin                                                               |                                     |                                     |                                     |                                     |                                     |                                     |                                     |                                     |                                     |                                     |

- Die Kandidatin erhielt eine Rose.
- Die Kandidatin erhielt keine Rose und schied aus.
- Die Kandidatin verließ die Sendung freiwillig.

## Mediale Rezeption
- Mignon Kowollik, Kandidatin aus der dritten Staffel 2013, versuchte sich später im Jahr auch bei der zweiten Staffel von Der Bachelor (Schweiz).[167] Natalie Stommel, ebenfalls aus der dritten Staffel 2013 und dort gleich am Anfang ausgeschieden, konnte 2015 die vierte Schweizer Staffel gewinnen.
- Beim Promiboxen 2014 traten die Bachelors von 2013 und 2014, Jan Kralitschka und Christian Tews, gegeneinander an. Der Kampf endete unentschieden.
- Fünf Frauen zogen als Playmate des Monats der deutschen Ausgabe des Playboy in die Kandidatinnenvilla ein, eine weitere war Pet des Monats des Magazins Penthouse. Nach den Sendungen gab es weitere Nacktaufnahmen von Teilnehmerinnen im Playboy:
  - Die Gewinnerinnen der Staffeln 2 bis 4, Anja Polzer, Alissa Harouat und Katja Kühne, zogen sich 2014 für die November-Ausgabe aus. Das Magazin erschien mit drei Titelbildern, jede der Siegerinnen erhielt ein Cover.[168]
  - Die Zweitplatzierte der Staffel 4, Angelina Heger, entkleidete sich 2015 für die Februar-Ausgabe.
  - Sarah Nowak wurde Dritte in Staffel 5 und Playmate des Jahres 2015.
  - Die Zweitplatzierte der Staffel 2, Sissi Fahrenschon, wurde im März 2015 Playmate des Monats[169] und später Playmate des Jahres 2016.[170]
  - Saskia Atzerodt, Kandidatin der 6. Staffel, wurde Playmate des Monats im Juli 2016.[171]
  - Jessica Paszka, Teilnehmerin der vierten Staffel, entkleidete sich während ihrer Bachelorette-Staffel für die August-Ausgabe 2017 des Playboys.[172]
- Die Fünftplatzierte der vierten Staffel, Jessica Paszka, veröffentlichte im Juli 2014 ihre erste Single Hemmungslos. 2016 wirkte sie in der vierten Staffel von Promi Big Brother mit.
- Georgina Fleur, Melanie Müller, Angelina Heger, Kattia Vides, Evelyn Burdecki, Linda Nobat und Cecilia Asoro waren jeweils nach ihren Teilnahmen an Der Bachelor bei Ich bin ein Star – Holt mich hier raus! zu sehen. Georgina Fleur, Ela Tas, Sarah Nowak, Jessica Paszka, Evelyn Burdecki, Evanthia Benetatou und Michelle Gwozdz nahmen nacheinander an den Staffeln 1–7 und 9 von Promi Big Brother teil. Weitere Kandidatinnen und Bachelors nahmen an weiteren Reality-Shows teil.
- Bei der großen ProSieben Völkerball Meisterschaft gewann 2016 das „Team Bachelor“, das in allen fünf Spielen siegreich blieb. Zum Team gehörten die Bachelors Paul Janke und Christian Tews, die Bachelor-Kandidatinnen Angelina Heger und Sarah Nowak, die Bachelorette Alisa Persch und der Bachelorette-Kandidat Aurelio Savina. In der gleichen Aufstellung wurde das „Team Bachelor“ 2017 Zweiter.
- Nena Buddemaier aus Staffel 4 versuchte zwei Jahre später, im Juli 2016, Ninja Warrior Germany zu werden.[173]

## Kritik
Bereits die erste Staffel von Der Bachelor wurde heftig kritisiert. So schrieb der Journalist Oliver Fuchs in der Süddeutschen Zeitung vom 2. Januar 2004, die Sendung wäre „menschenverachtend“ und „die verkommenste TV-Sendung seit Menschengedenken“. Die Kandidatinnen bezeichnete er als „ultra-devot“ und „großteils mäuschenhaft“. Die Politikerin Sabine Bätzing erklärte: „Das Frauenbild, das dem Publikum vermittelt wird, ist erschreckend und erinnert mich an den Kamelhandel.“ Udo Jürgens wurde mit den Worten zitiert: „Ich empfinde es als billig und nuttig, wenn 25 Frauen um einen Mann buhlen.“ In Österreich, wo die Sendung auf ORF1 ausgestrahlt wurde, störten sich Politikerinnen an der „frauendiskriminierenden Grundkonstellation“ und wurde zudem vom ORF-Publikumsrat die Absetzung gefordert.
RTL-Sprecherin Tina Land sagte: „Alle Beteiligten wussten, was auf sie zukommt. Die Frauen können jederzeit aussteigen.“ Darüber hinaus gab es unbelegte Spekulationen über Geheimverträge mit den Kandidatinnen; die nach Abschluss der ersten Staffel beendete Beziehung zwischen dem Bachelor und der Gewinnerin Juliane Ziegler wurde thematisiert. Der damalige RTL-Chef Gerhard Zeiler erklärte: „Das ist doch einfach pure Unterhaltung. Und auch von Frauenfeindlichkeit kann keine Rede sein. Als Nächstes machen wir schließlich „Die Bachelorette“, die sich unter 25 Kandidaten den richtigen Mann aussucht.“
Die zweite Staffel wurde mit ähnlichen Argumenten wie die erste Staffel kritisiert. Stefan Niggemeier kritisierte in seiner Rezension in der Zeitschrift Der Spiegel das „Zelebrieren von Dekadenz, Oberflächlichkeit, Beklopptheit und den Werten der fünfziger Jahre“ und urteilte: „Mehr Mitleid als mit ihm [dem Bachelor] hat man als Zuschauer nur mit sich selbst.“ Ebenso kritisierte Carolin Kebekus die Sendung als frauenverachtend.